# Derby d'Italia
Il derby d'Italia è il nome dato comunemente all'incontro di calcio tra le squadre italiane di Inter e Juventus. L'incontro mette di fronte due tra le formazioni più sostenute, titolate e con maggior tradizione sportiva, oltreché col maggior fatturato e valore societario d'Italia.
Pur non essendo un derby nel senso stretto del termine, la sfida tra nerazzurri e bianconeri è una «classica», in quanto rappresenta una rivalità molto sentita da entrambe le tifoserie; per quanto riguarda la Serie A, quello fra Inter e Juventus è spesso emerso come un dualismo per le prime posizioni della classifica, a volte determinante per l'assegnazione dello scudetto. È la seconda gara più volte giocatasi complessivamente tra squadre italiane (267 incontri), dopo Juventus-Milan, nonché la sfida, sempre dopo quella tra bianconeri e rossoneri, più volte disputatasi nella storia del campionato italiano di calcio (211 incontri) e, limitatamente alla Serie A dall'introduzione del girone unico, la partita più giocata di sempre (184 incontri); è inoltre la gara più volte giocatasi nella storia della Coppa Italia (36 incontri).
L'incontro tra l'Inter e la Juventus spesso è vissuto come il riflesso tra la rivalità, in ambito sia economico sia politico, che divide Milano e Torino, le più grandi città del Nord-Ovest d'Italia nonché, assieme a Genova, componenti del cosiddetto triangolo industriale, la regione socioeconomica che ebbe il maggior sviluppo sportivo nel Paese, oltreché di quella tra i Moratti, prima Angelo e poi Massimo, e gli Agnelli, le famiglie che ne hanno detenuto per più tempo la maggioranza societaria; motivo per cui è anche descritto come un «derby regionale».
La gara, che detiene anche il primato per il maggior numero di incontri ufficiali in Italia (253), è stata protagonista di uno spareggio per l'accesso alla Coppa dell'Europa Centrale (1929) e di alcune finali, tra cui tre di Coppa Italia (1959, 1965 e 2022) e due di Supercoppa italiana (2005 e 2021).
Oltre ai numerosi incontri ufficiali, le due squadre si sono ritrovate diverse volte contrapposte in manifestazioni di carattere amichevole: all'inizio del XX secolo in competizioni come la Coppa Pagani, la Palla d'oro Moët et Chandon, la Scarpa d'argento Gerolamo Radice e la Targa Luigi Ansbacher, negli anni 1930 e 1940 il Trofeo Medaglia d'oro Caimi, negli anni 1960 i Tornei delle Città di Torino e Milano, negli anni 1980 la Coppa Super Clubs mentre, dagli anni 1990 in poi, principalmente in competizioni prestagionali come il Trofeo Birra Moretti, il Trofeo TIM e l'International Champions Cup.

## L'espressione

Il giornalista Gianni Brera, inventore del termine di «derby d'Italia».

L'espressione fu coniata nel 1967 da Gianni Brera, il più influente giornalista sportivo italiano del XX secolo, per indicare il confronto tra due formazioni che, pur risiedendo in due città e persino regioni differenti, erano caratterizzate da una profonda rivalità reciproca, tipica di quelle sfide "stracittadine" chiamate per l'appunto derby; solo in seguito la partita Inter-Juventus venne vista anche come quella fra le due squadre al tempo più titolate e tifate d'Italia, nonché fra le poche all'epoca mai retrocesse dalla Serie A. Nel 1967 le proprietà di Inter e Juventus erano inoltre in mano, rispettivamente, ai Moratti e agli Agnelli, due tra le più importanti dinastie economiche dell'Italia di quegli anni, cosa che contribuì a dare all'espressione di Brera anche una valenza di tipo sociale.
«"Derby d'Italia" nasce nel 1967. Juventus e Inter sono, in quel momento, le squadre con gli albi d'oro più ricchi. La Juve ha già vinto 13 scudetti, l'Inter 10. Il Milan? È stato fondato prima dell'Inter, ha cominciato a vincere prima della Juventus, ma in bacheca ha due scudetti in meno dell'Inter e uno del Genoa. Brera fa la somma dei titoli (italiani) e, dopo l'ultimo trionfo juventino, conia la nuova espressione.
È il 1967. [...] In Italia tramonta il mito della Grande Inter. Succede a Mantova, giovedì 1º giugno, ultima di campionato. I nerazzurri [...] sono primi con 48 punti, la Juve a 47. La trasferta "virgiliana" sembra tranquilla, la Juve gioca contro la Lazio disperata e quasi in B. Primo tempo Mantova-Inter zero a zero. Ripresa: al quarto minuto clamorosa (e inquietante) papera del portierone Giuliano Sarti. L'Inter perde. La Juve batte la Lazio con gol di Bercellino e Zigoni, sorpassa i nerazzurri e vince il duello ("derby d'Italia" alla distanza) e il 13º scudetto.
L'espressione di Brera è quindi coniata in piena lotta Inter-Juve. La Milano lombarda e il vej Piemont [...]. Sfida piena di tensioni e di scudetti. Un bravo giornalista, Vladimiro Caminiti, alcuni anni dopo si chiede: perché Inter-Juve è il derby d'Italia? Si risponde: "Le ragioni sono mille e nessuna. La ragione del cuore, prima di tutte, perché si tratta delle società più popolari d'Italia con sostenitori e club ovunque. Anche fuori dalla penisola"».
—Germano Bovolenta, 21 novembre 2008
Dal 1994 al 2009 il Milan è stato in vantaggio sull'Inter per numero di scudetti conquistati, il che ha suscitato polemiche da parte dei rossoneri sull'uso di tale locuzione: secondo alcuni, infatti, la definizione di derby d'Italia era superficialmente riferita alle sole squadre con il palmarès più ricco; secondo altri, l'intenzione di Brera era esclusivamente quella di sottolineare la rivalità che tradizionalmente caratterizza le sfide tra il club interista e quello juventino, a prescindere dagli albi d'oro. In ogni caso, l'antica rivalità tra le tifoserie nerazzurre e bianconere è ancora una costante del calcio italiano, anche considerando che essa si è rinvigorita nel 2006 per gli strascichi del caso Calciopoli. Tutto ciò rende l'incontro tra le due squadre molto simile a una stracittadina, permettendo il successo di tale locuzione popolare ancora oggi.

## Storia

### Dagli albori algirone unico
La Juventus, tra le più antiche società calcistiche d'Italia, nacque a Torino nel 1897 per volontà di un gruppo di studenti liceali, mentre l'Internazionale si costituì a Milano nel 1908 per scissione dai concittadini del Milan. Le due squadre si affrontarono per la prima volta nel 1909 durante il campionato di Prima Categoria: nel primo incontro assoluto del 14 novembre di quell'anno, giocato sul campo di Corso Sebastopoli a Torino, i bianconeri vinsero 2-0 grazie a una doppietta di Ernesto Borel, mentre i nerazzurri si imposero 1-0 in Lombardia due settimane più tardi con un gol di Oscar Engler; l'Inter avrebbe poi conquistato a fine stagione il suo primo titolo italiano.

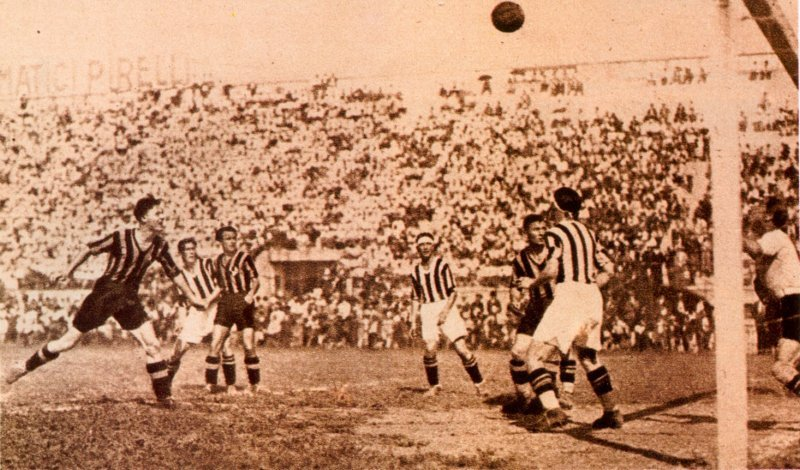
Un momento di Ambrosiana-Juventus al Campo San Siro di Milano del 29 giugno 1930.

L'11 novembre 1912 l'Inter ottenne l'affermazione più larga sui rivali piemontesi in trasferta, vincendo in Piemonte per 0-4. Il torneo del 1913-1914 vide invece due tra le gare con più reti di scarto tra le formazioni: all'andata vinse la Juventus per 7-2 mentre venti giorni dopo, al ritorno, prevalsero i nerazzurri per 6-1, lo stesso risultato già ottenuto dai nerazzurri due anni prima. Per quanto riguarda la Serie A, la prima gara si disputò il 19 marzo 1930 a Torino, alla presenza del re Vittorio Emanuele III, con l'Ambrosiana – nome cui era stata costretta l'Inter sotto il ventennio fascista, causa italianizzazione, dopo la forzata fusione con la US Milanese – vittoriosa per 2-1; il successo per 2-0 nella gara di ritorno, il 29 giugno, assicurò anche in questo caso ai milanesi lo scudetto, coi torinesi al terzo posto della classifica: fu questo il primo titolo italiano assegnato nell'era del girone unico, nonché il primo che vide nerazzurri e bianconeri battagliare da vicino per la sua conquista.
Il totale dei risultati degli anni 1910 vide 4 vittorie nerazzurre, 2 pareggi e 2 vittorie per i bianconeri.
Dopo la prima vittoria bianconera in casa nerazzurra, il 17 maggio 1928, che interruppe una striscia di imbattibilità durata 18 anni con 7 sconfitte e 3 pareggi, il 29 maggio 1929 si giocò il primo – e finora unico – spareggio tra le due compagini, con i torinesi che ebbero la meglio per 1-0 contro i meneghini, qualificandosi così alla Coppa dell'Europa Centrale. Il bilancio conclusivo degli anni 1920 fu di 6 vittorie interiste, 5 juventine e 3 pareggi.

#### LaJuve del Quinquennioe l'Ambrosiana diPeppìnMeazza
La rivalità vera e propria ebbe inizio negli anni 1930 quando i due club, entrambi al vertice del calcio italiano, si ritrovarono stabilmente a lottare per lo scudetto assieme alla principale rivale del tempo, il Bologna. La Juve del Quinquennio fece suoi cinque campionati consecutivi durante la prima metà del decennio (1931-1935), prima squadra capace di raggiungere questo filotto, mentre l'Ambrosiana-Inter, come detto già vincitrice nel 1929-1930 del primo torneo a girone unico, fu in seguito artefice di altre due affermazioni tricolori sul finire del decennio.

Meazza porta avanti un attacco dell'Ambrosiana-Inter, contrastato dalla retroguardia della Juventus, nella prima metà degli anni 1930.

L'annata 1932-1933 vide i bianconeri di Carlo Carcano vincitori del loro terzo titolo consecutivo davanti ai nerazzurri, costretti ad abbandonare le ambizioni tricolori dopo la sconfitta 3-0 subita nel girone d'andata a Torino. La stagione successiva i meneghini chiusero nuovamente alle spalle dei piemontesi, pur battendoli per 3-2 a Milano nella gara d'andata. Il campionato del 1934-1935 segnò invece un testa a testa fra le due formazioni fino all'ultima giornata, in programma per il 2 giugno 1935, con le due rivali fin lì appaiate in vetta a quota 42 punti: la Juventus sconfisse 1-0 a Firenze la Fiorentina, mentre l'Ambrosiana-Inter, perdendo 4-2 a Roma con la Lazio, lasciò ai piemontesi la gioia del quinto scudetto consecutivo.
Chiusa l'epoca del quinquennio juventino, la stagione 1935-1936 vide invece le due rivali affrontarsi per la prima volta in Coppa Italia, manifestazione nell'occasione reistituita dall'allora Direttorio Divisioni Superiori dopo un decennio di oblìo: contrapposte negli ottavi di finale, ad avere la meglio fu la squadra bianconera che superò di misura quella nerazzurra grazie a una rete di Armando Diena.
Nella stagione 1937-1938 le compagini si spartirono i due allori del calcio italiano, battagliando spalla a spalla in entrambi i casi. I lombardi trionfarono in campionato, avendo la meglio dei piemontesi solo all'ultimo turno: il 24 aprile l'Ambrosiana-Inter del capocannoniere Giuseppe Meazza, in vantaggio di un solo punto, sconfisse il Bari in trasferta per 2-0 mentre la Juventus, ospite del Milan a San Siro, fu fermata sul risultato di 1-1 rinunciando così alle speranze tricolori. In Coppa Italia furono invece i bianconeri a sollevare il trofeo: tre giorni prima dell'epilogo del campionato, nella semifinale di coppa giocata in gara unica a Torino i padroni di casa regolarono 2-0 gli ospiti, guadagnando così l'accesso alla finale che poi vinceranno, mettendo in bacheca il loro primo successo nella competizione. In questo periodo i bianconeri vinsero 12 match contro i rivali nerazzurri, da par loro fermatisi a 8, con i picchi del 5-0 del 16 ottobre 1938 e del 4-0 del 17 settembre 1939 a favore della squadra milanese.

### Il secondo dopoguerra

Da sinistra: il nerazzurro Lorenzi e il bianconero Boniperti si salutano prima dell'incontro al Comunale di Torino del 22 novembre 1953.

Nel secondo dopoguerra, chiusasi tragicamente l'epopea calcistica del Grande Torino, Inter e Juventus si trovarono di nuovo in vetta nella stagione 1949-1950 con i bianconeri, dopo tre lustri, campioni d'Italia per l'ottava volta e i rivali milanesi, terzi, distanziati di tredici lunghezze nonché sconfitti dai piemontesi in entrambi gli scontri diretti.
La squadra nerazzurra si rifece di lì a poco, trionfando nel campionato del 1952-1953 grazie al tridente offensivo composto da István Nyers, Lennart Skoglund e Benito Lorenzi, tornando nell'occasione a cucirsi il tricolore al petto a tredici anni dalla precedente affermazione. Anche nel 1953-1954 l'undici del presidente Carlo Masseroni e dell'allenatore Alfredo Foni (già bandiera juventina da calciatore) si sarebbe aggiudicato il titolo, stavolta dopo un lungo testa a testa proprio con la Juve culminato in un arrivo al fotofinish all'ultima giornata, con nerazzurri e bianconeri separati da un solo punto di distacco e impegnati in casa, rispettivamente, contro Triestina e Napoli: entrambe le rivali vinsero, sicché lo scudetto rimase sulle casacche di Benito Lorenzi e compagni; in quel torneo i meneghini ottennero inoltre la loro affermazione più larga sui torinesi, il 4 aprile 1954, imponendosi nello scontro diretto per 6-0 a Milano.
Dal dicembre del 1950 allo stesso mese del 1954 l'Inter vinse cinque delle otto partite disputate tra le due squadre. 

#### DalTrio MagicoallaGrande Inter

Da sinistra: gli interisti Bicicli e Angelillo, e lo juventino Sivori, escono dal campo di San Siro all'intervallo della finale di Coppa Italia del 13 settembre 1959; sullo sfondo s'intravedono inoltre i bianconeri Nicolè e Charles, e il nerazzurro Firmani.

Gli anni 1950 si chiusero con le due rivali contrapposte per la prima volta in una finale, quella di Coppa Italia, in cui l'Inter non riuscì a sfruttare il vantaggio ambientale di giocare a San Siro, luogo definito per la finale di Coppa Italia in quegli anni, cedendo quel 13 settembre 1959 con un netto 1-4 dinanzi alla Juve del Trio Boniperti-Charles-Sívori. Da notare che a partire dal dicembre 1954 e sino allo stesso mese del 1960, i bianconeri dei 13 incontri disputati ne vinsero 11, lasciando solo due pareggi ai nerazzurri, l'1-1 del 14 ottobre 1956 e il 2-2 del 16 marzo 1958, incontri entrambi disputati a Milano.
Nel 1961 fu ancora la Juventus a centrare la sua vittoria col maggior scarto. Il 16 aprile le due formazioni si affrontarono a Torino, con i bianconeri battuti all'andata per 3-1 ma ora in vantaggio di due punti in classifica. La gara fu sospesa al 31' per motivi di sicurezza, causa un'invasione a bordo campo del pubblico presente all'interno dello stadio Comunale: l'Inter, in prima istanza, ottenne il 2-0 a tavolino ma la società bianconera presentò ricorso, accolto il 3 giugno dalla Federcalcio (all'epoca presieduta da Umberto Agnelli, anche presidente della Juventus) la quale dispose di rigiocare il match; nel frattempo i meneghini persero inaspettatamente a Catania per 0-2, scivolando a -3 dai piemontesi prima del nuovo scontro diretto, e abbandonando ogni speranza tricolore. Il 10 giugno la Juventus, con il Cabezón autore nell'occasione di 6 gol – eguagliando Silvio Piola per quanto concerne il maggior numero di reti segnate in una singola partita di Serie A –, sconfisse platonicamente per 9-1 un sodalizio milanese che, in segno di protesta contro la ripetizione della gara, aveva scelto di schierare la propria squadra De Martino.
Gli anni 1960 segnarono la fine del ciclo bianconero del Trio Magico (1957-1961), che fece suoi tre scudetti e due Coppe Italia, e l'inizio dell'epopea della Grande Inter di Angelo Moratti e Helenio Herrera (1962-1966), la prima squadra italiana a vincere due Coppe dei Campioni, altrettante Coppe Intercontinentali, prima volta assoluta per un'italiana, e tre titoli nazionali; in proposito, i nerazzurri del Mago conquistarono il loro primo scudetto proprio contro i piemontesi, sconfitti 1-0 a Torino il 28 aprile 1963 grazie alla rete di Sandro Mazzola, nel match che segnò la lotta al vertice di quella stagione. Nello specifico, con quest'ultima vittoria l'Inter passò per il secondo anno di fila in casa della Juventus (dopo il 2-4 del 1962), mettendo così fine un'imbattibilità bianconera a Torino che durava da 10 anni.
Dal 1960, anno in cui Helenio Herrera sedette sulla panchina dell'Inter, fino al 1963 la squadra nerazzurra vinse quattro delle sei partite disputate, con l'unica sconfitta contro i bianconeri nella partita, ormai ininfluente, fatta giocare a fine stagione 1960-1961 dalla squadra De Martino.

#### HHcontroHH2

Un frangente della finale di Coppa Italia del 29 agosto 1965 all'Olimpico di Roma, con il portiere juventino Anzolin in uscita bassa sull'interista Mazzola; accanto a loro il bianconero Salvadore, sullo sfondo il nerazzurro Facchetti.

Dal 1964 al 1968 la sfida fra le due rivali fu anche quella tra HH e HH2, ovvero i due Herrera che sedevano sulle panchine, il succitato Helenio a Milano e Heriberto a Torino. Due tecnici, e due modi di intendere il calcio, letteralmente agli antipodi: il primo, franco-argentino, un istrionico affabulatore che puntava molto sull'aspetto emotivo e psicologico dei suoi giocatori; il secondo, paraguaiano, un "sergente di ferro" cultore dell'allenamento e di una rigida disciplina sia tattica sia, soprattutto, comportamentale.
Seppur l'Inter si dimostrò tra le più forti squadre degli anni 1960, nelle due occasioni in cui nerazzurri e bianconeri si ritrovarono a sfidarsi gli uni di fronte agli altri, dapprima nella finale di Roma della Coppa Italia 1964-1965 – che precluse ai milanesi la possibilità di diventare la prima squadra in Europa a conseguire un treble classico –, e poi nella volata-tricolore del campionato 1966-1967, ad avere la meglio in entrambi i casi fu la cosiddetta Juve Operaia che peraltro, con lo scudetto del '67 vinto in rimonta all'ultima giornata, complice la storica "papera" del portiere nerazzurro Giuliano Sarti sul campo del Mantova, mise di fatto fine all'epoca della Grande Inter. Il bilancio conclusivo degli anni 1960, epoca in cui venne coniata la definizione di "derby d'Italia" per questa sfida, fu di 9 vittorie juventine, 7 interiste e 5 pareggi.

### Dagli anni 1970 ai 1990

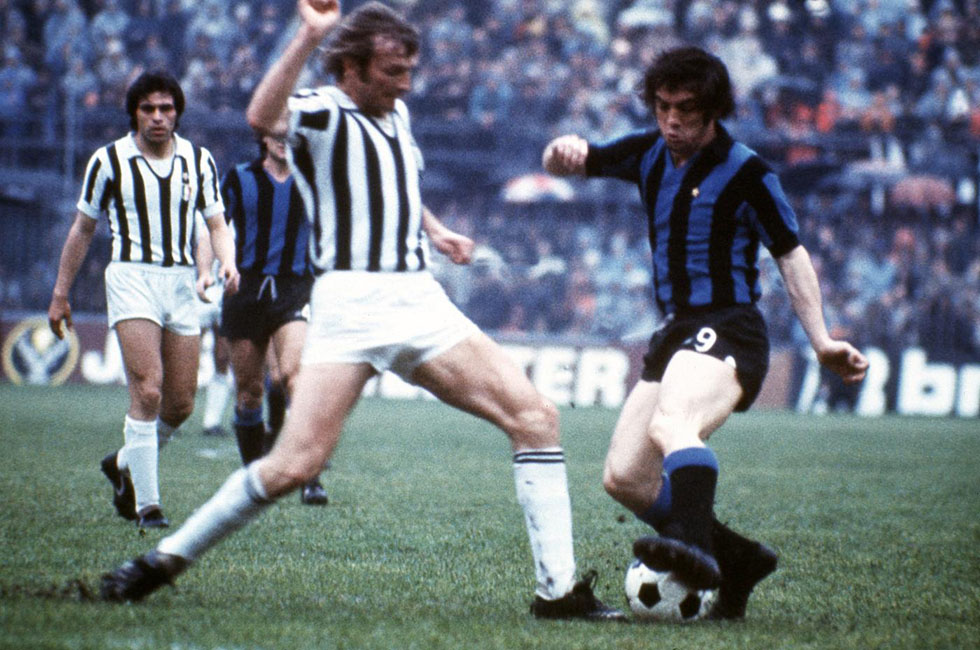
Da sinistra: lo stopper bianconero Morini affronta il centravanti nerazzurro Boninsegna nell'incontro di Milano del 28 aprile 1974; sullo sfondo, l'altro juventino Causio.

Il lasso di tempo che va dagli anni 1970 alla prima metà degli anni 1980 fu segnato dal cosiddetto Ciclo Leggendario dei bianconeri, che vinsero nove scudetti sui sedici campionati disputati di cui sei con Giovanni Trapattoni in panchina, oltreché tutte le competizioni confederali UEFA esistenti in quel momento, prima squadra nella storia del calcio europeo a riuscire nell'impresa.
Dopo aver vinto il proprio undicesimo scudetto, il 19 giugno 1971 i nerazzurri vinsero per 3-1 l'unico derby d'Italia disputatosi nel Trofeo Nazionale di Lega Armando Picchi, torneo intitolato all'omonimo giocatore, storico capitano della Grande Inter nonché ex allenatore juventino, prematuramente scomparso nel mese precedente.
Tra il 1973 e il 1975 la Juventus vinse inoltre cinque derby d'Italia consecutivi fra campionato e coppa nazionale. Tale striscia fu fermata il 29 maggio '75 da una vittoria interista per 2-1 a Torino, nel match d'andata dei gironi di semifinale della Coppa Italia 1974-1975, con rete decisiva di Giacinto Facchetti; il 19 giugno seguente, però, i torinesi si rivalsero andando a vincere a Milano con un tennistico 6-2, in una gara che permise loro di eguagliare il record del terzo successo consecutivo in trasferta e che, in assoluto, rappresenta la vittoria esterna bianconera col maggiore scarto.
A partire dal gennaio 1972 e sino al dicembre 1977, su 21 incontri ufficiali (12 di campionato e 9 di Coppa Italia), la Juventus ne ha vinti 10 di campionato e 3 in Coppa Italia. Per i nerazzurri 5 successi nella coppa nazionale e uno solo in campionato, il 4 aprile 1976, con gol di Mario Bertini. Due i pareggi, uno per competizione. L'Inter chiuderà tuttavia tale decennio con un secco 4-0 nella sfida di campionato a San Siro dell'11 novembre 1979, in una stagione che vide i meneghini di Eugenio Bersellini rivincere dopo nove anni lo scudetto proprio davanti ai torinesi, e con nell'occasione protagonista Alessandro Altobelli autore di una tripletta. Nonostante il dominio bianconero in campionato durante gli anni 1970, i meneghini riuscirono a sconfiggere i torinesi in ben 11 occasioni nel corso del decennio, a fronte di 16 affermazioni dei piemontesi e 6 pareggi.

Da sinistra: l'interista Rummenigge e lo juventino Platini scherzano prima della partita del Meazza dell'11 novembre 1984.

Negli anni 1980, dopo la fine del blocco quindicennale (eredità della disfatta coreana) all'ingaggio degli stranieri in Serie A, gli incontri fra nerazzurri e bianconeri videro protagonisti due tra le maggiori stelle del tempo quali il francese Michel Platini e il tedesco Karl-Heinz Rummenigge. In questo decennio, da parte juventina rimase nella memoria la doppia sfida del 1983 in semifinale di Coppa Italia, preludio alla vittoriosa finale che varrà loro la settima coppa nazionale, mentre sul versante interista occupò un posto di rilievo un altro 4-0 di campionato, quello maturato a Milano l'11 novembre 1984. Da menzionare tra gli episodi risalenti a tale decennio l'incontro del 1º maggio 1983, terminato 3-3 sul campo ma commutato dal giudice sportivo in una vittoria a tavolino dell'Inter a causa di una sassaiola verso il pullman nerazzurro, nei momenti precedenti la gara, che aveva ferito Gianpiero Marini.
Nel campionato 1988-1989, in cui l'Inter dei record di Trapattoni e dei tedeschi Lothar Matthäus e Andreas Brehme dominò stabilendo molteplici primati relativi l'era dei due punti a vittoria, ciò nonostante una pur staccata Juventus fu l'unica squadra in quella stagione a rimanere imbattuta contro i nerazzurri.
Il bilancio finale degli anni 1980 fu molto equilibrato, con 9 vittorie bianconere, 8 pareggi e 6 vittorie nerazzurre. 

#### La rinascita di una rivalità

Da sinistra: il numero uno interista Zenga e il numero dieci juventino Baggio nei convenevoli di rito prima della gara di San Siro del 28 novembre 1993.

Con l'arrivo della Triade, ovvero il trio dirigenziale bianconero Bettega-Giraudo-Moggi, negli anni 1990 la sfida si spostò anche sui banchi politici della Lega Calcio, con il duopolio formato dalla Juve e dal Milan di Silvio Berlusconi alla maggioranza, e l'Inter, passata nel frattempo dalle mani di Ernesto Pellegrini a quelle di Massimo Moratti, figlio di Angelo, alla minoranza. Il derby d'Italia, nel frattempo relegato in secondo piano dall'altra rivalità nazionale biancorossonera – seppure dai toni extracalcistici più moderati –, si riaccese nella Serie A 1997-1998 quando le due squadre, dopo anni, si ritrovarono nuovamente a lottare spalla a spalla per lo scudetto.
A quattro turni dal termine di quel campionato, era in programma al Delle Alpi di Torino lo scontro diretto tra i bianconeri, in testa, e i nerazzurri, secondi a un punto di ritardo. Nella seconda frazione di gioco, con la squadra di Marcello Lippi avanti grazie a un gol di Alessandro Del Piero, gli ospiti recriminarono per un contatto in area tra il difensore juventino Mark Iuliano e l'attaccante interista Ronaldo: gli uomini di Gigi Simoni chiesero invano l'assegnazione di un rigore, ma non fu dello stesso avviso l'arbitro Piero Ceccarini; la partita terminò con il successo di misura dei padroni di casa, ma al fischio finale le discussioni proliferarono in tutti i media, arrivando finanche in Parlamento e sfiorando una crisi istituzionale ai vertici della Federcalcio. A fine torneo la Juventus colse il suo venticinquesimo titolo, con l'Inter relegata alla piazza d'onore.

Da sinistra: il fantasista juventino Del Piero e l'attaccante interista Ronaldo prima dell'incontro al Delle Alpi di Torino del 25 ottobre 1998.

In totale, il bilancio delle sfide negli anni 1990 fu a favore della Juventus con 13 vittorie, a fronte di 5 successi dell'Inter e 6 pareggi. Da segnalare, in questo decennio, la vittoria nerazzurra a Torino nell'andata dei quarti di finale della Coppa Italia 1996-1997, un 3-0 che rappresentò la più larga affermazione in trasferta di una delle due squadre da ventuno anni a quella parte, e che continua ad esserlo tuttora.

### Anni 2000
Il campionato del 2001-2002 andò a scrivere un'altra importante pagina della storica rivalità, con Inter e Juventus di nuovo in lotta per il tricolore, in una corsa a tre che vide coinvolta anche la Roma, sino all'ultimo turno. La squadra nerazzurra, capolista a 90' dal termine e data ampiamente favorita per il trionfo finale, perse a sorpresa 4-2 in casa di una Lazio, quel giorno, "scaricata" dai suoi stessi tifosi – per timore di assistere a un successo dei concittadini giallorossi –, lasciando così strada libera ai bianconeri di Lippi che, battendo in trasferta l'Udinese per 2-0, si assicurarono lo scudetto. L'epilogo di quel torneo rimase impresso nella memoria collettiva tanto che, da allora, il «5 maggio» è divenuta una delle date "simbolo" nella storia del calcio italiano, ricordata con opposti sentimenti dalle due tifoserie, e presto trasformatasi in uno dei pilastri di questo dualismo sportivo.
Nella stagione successiva le due squadre si ritrovarono di nuovo a lottare per lo scudetto. Degna di nota risultò la sfida d'andata giocata allo stadio Meazza in cui l'Inter, passata in svantaggio a causa di un rigore trasformato da Del Piero all'89', riacciuffò il pareggio al 5' di recupero, sugli sviluppi di un calcio d'angolo, grazie alla singolare marcatura "in coabitazione" fra Vieri e il portiere nerazzurro Francesco Toldo, spintosi nell'occasione in avanti. Durante questo arco di tempo si registrò la maggior serie di pareggi consecutivi nel corso della sfida: tre, dal 27 ottobre 2001 al 19 ottobre 2002.

Il portiere interista Toldo (al centro), spintosi in attacco nei concitati minuti di recupero, esulta per la rete del pareggio di Vieri nella sfida di Milano del 19 ottobre 2002.

Il 29 novembre 2003 l'Inter espugnò poi Torino con un 1-3, fermando l'imbattibilità bianconera casalinga nei derby d'Italia di Serie A che durava da dieci anni; i nerazzurri vinsero poi anche il match di ritorno a Milano per 3-2, sicché il campionato 2003-2004 rimane l'ultimo in cui i lombardi riuscirono a prevalere in entrambi i confronti diretti sui piemontesi. Nella stessa stagione le due squadre si ritrovarono contrapposte nella semifinale di Coppa Italia: un doppio confronto che, dopo i pareggi di Torino e Milano, per la prima volta nella storia del derby d'Italia si risolse ai tiri di rigore, che arrisero ai bianconeri.

#### Lo spartiacque diCalciopoli
Il 20 agosto 2005, al Delle Alpi di Torino, Juventus e Inter si affrontarono per la prima volta nella finale di Supercoppa italiana, che vide vittoriosi i nerazzurri di Roberto Mancini grazie a una rete di Juan Sebastián Verón nei tempi supplementari; con questa vittoria i nerazzurri bissarono la loro seconda vittoria consecutiva a Torino, eguagliando per la terza volta nella loro storia la migliore striscia di vittorie in casa dei piemontesi. Fu al termine di questa stagione che la rivalità fra i due club si rinfocolò definitivamente, per via dello scoppio nell'estate 2006 dello scandalo Calciopoli: nell'occasione la giustizia sportiva, tra gli altri provvedimenti, declassò d'ufficio la società bianconera in Serie B per la prima volta nella sua storia; quella nerazzurra rimase così l'unica squadra italiana a non esser mai retrocessa nella serie cadetta e, poche settimane dopo, si vide inoltre assegnare lo scudetto del 2005-2006, precedentemente festeggiato in campo dai rivali bianconeri.
Per i succitati motivi, nella seconda metà degli anni 2000 il derby d'Italia tornò a essere tra le sfide più sentite dai due club. In tale periodo l'Inter egemonizzò il calcio italiano facendo suoi quindici trofei, fra nazionali e internazionali, nello spazio di sette stagioni. La cosa si riverberò anche nelle sfide del tempo fra nerazzurri e bianconeri, con questi ultimi che in poche occasioni riuscirono a battere i rivali: tra di essi due 2-1, il primo nel girone di ritorno del campionato 2007-2008, prima vittoria juventina a Milano dal loro ritorno in massima serie, e il secondo nell'andata della stagione 2009-2010, quando a Torino i padroni di casa superarono l'undici di José Mourinho di lì a qualche mese artefice di uno storico treble mai riuscito prima a una squadra italiana; fondamentale per tale traguardo, peraltro, fu un altro 2-1, stavolta dei nerazzurri sui bianconeri, nei quarti di finale della Coppa Italia.
Nelle gare disputate durante gli anni 2000 si registrò grande equilibrio, con 7 affermazioni per la Juventus, 6 per l'Inter e ben 10 pareggi.

### Anni 2010 e 2020
Negli anni 2010 si assistette al prepotente ritorno in auge della Juventus, per nove volte consecutive campione d'Italia e tornata a dettar legge anche nelle sfide contro i meneghini; in particolare, con il 3-1 allo Stadium di Torino del 2 febbraio 2014, i piemontesi misero a referto la loro centesima vittoria nella storia contro i lombardi. In questo lasso di tempo, in campionato gli unici acuti interisti furono il 3-1 esterno del 3 novembre 2012, che pose fine a un'inviolabilità assoluta bianconera che perdurava da 49 gare, e il 2-1 casalingo del 18 settembre 2016, che interruppe dopo sei anni l'imbattibilità bianconera a San Siro. Nel mezzo, nella stagione 2015-2016 le due rivali si ritrovarono opposte per la quarta volta in una semifinale di Coppa Italia: dopo il 3-0 bianconero nell'andata a Torino, cui replicarono i nerazzurri con un altro 3-0 nel ritorno a Milano, come dodici anni prima il confronto premiò la Juventus ai rigori. In questo decennio, degna di nota fu la gara del 28 aprile 2018, in cui i bianconeri vinsero per 3-2 a Milano rimontando due gol in prossimità del 90', conquistando un successo decisivo nel rush finale verso lo scudetto.  Durante l'anno successivo, con la gara del 6 ottobre 2019 a San Siro, Inter-Juventus (1-2) registrò il maggior incasso nella storia della Serie A, con un introito pari a 6 620 976 euro.
Il bilancio delle sfide per gli anni 2010 è pari a 12 vittorie per la Juventus, 5 vittorie per l'Inter e 6 pareggi.
Con l'entrata negli anni 2020 la sfida si portò dietro nuove schermaglie per via dell'approdo della bandiera juventina Antonio Conte sulla panchina interista. Il decennio si aprì nella stagione 2020-2021 col derby d'Italia vinto dai meneghini per 2-0, che sancì un ideale passaggio di consegne, visto che al termine di quel campionato furono proprio i nerazzurri di Conte ad interrompere il ciclo di successi bianconero in campionato che durava da nove anni. Nella stessa annata i due club tornarono ad incrociarsi, per la quinta volta nella storia, nelle semifinali di Coppa Italia: a prevalere, come nelle quattro semifinali disputate in precedenza, furono i bianconeri di Andrea Pirlo grazie al 2-1 di Milano poi capitalizzato con lo 0-0 nel retour match di Torino.
La stagione 2021-2022 vide un ribaltamento delle gerarchie in essere nel precedente decennio. Il 12 gennaio 2022 a Milano, nella seconda Supercoppa italiana giocata tra le due squadre dopo quella del 2005, la vittoria fu nuovamente ad appannaggio dell'Inter, nel frattempo passata in mano a Simone Inzaghi, che come diciassette anni prima ebbe la meglio ai tempi supplementari, questa volta con il punteggio di 2-1: peraltro il decisivo gol di Alexis Sánchez, siglato un minuto dopo il 120', risultò il più tardivo nella storia del confronto. Il successivo 11 maggio a Roma, nella terza finale di Coppa Italia tra le due compagini, dopo quelle del 1959 e del 1965, per la prima volta sono i nerazzurri a prevalere sui bianconeri, con il risultato di 4-2 anche stavolta all'overtime. Questi due successi, sommati alla vittoria in trasferta nel retour match in campionato, permisero all'Inter di totalizzare tre vittorie consecutive contro la Juventus, un filotto che non si verificava dalla stagione 1926-1927, e di chiudere l'annata imbattuta nei confronti della compagine rivale, un risultato che non accadeva dalla stagione 2008-2009.
La rivalità continuò ad essere accesa anche nel corso della stagione 2022-2023, con le due formazioni che si sfidarono in quattro occasioni. In Serie A i bianconeri fecero loro entrambi gli scontri diretti, fatto che non si verificava dall'edizione 2019-2020, vincendo sia l'andata a Torino per 2-0 sia il ritorno a Milano per 1-0. I nerazzurri si rifecero nelle semifinali di Coppa Italia, pareggiando 1-1 la gara di andata allo Juventus Stadium e vincendo per 1-0 la gara di ritorno a San Siro: grazie a quest'affermazione i nerazzurri eliminarono, per la prima volta, i rivali nel turno delle semifinali della coppa nazionale, dopo 5 affermazioni su 5 dei bianconeri nei precedenti.

## Risultati
Di seguito è riportato l'elenco dei risultati negli incontri ufficiali tra Inter e Juventus. Dati aggiornati al 16 febbraio 2025.
| Stagione  | Competizione                                  | Data              | Squadra in casa | Risultato | Squadra in trasferta | N   |
| --------- | --------------------------------------------- | ----------------- | --------------- | --------- | -------------------- | --- |
| 1909–10   | Prima Categoria                               | 14 novembre 1909  | Juventus        | 2 – 0     | Inter                | 1   |
| 1909–10   | Prima Categoria                               | 28 novembre 1909  | Inter           | 1 – 0     | Juventus             | 2   |
| 1910–11   | Prima Categoria                               | 12 marzo 1911     | Inter           | 1 – 1     | Juventus             | 3   |
| 1910–11   | Prima Categoria                               | 28 maggio 1911    | Juventus        | 0 – 2     | Inter                | 4   |
| 1911–12   | Prima Categoria                               | 26 novembre 1911  | Inter           | 6 – 1     | Juventus             | 5   |
| 1911–12   | Prima Categoria                               | 11 febbraio 1912  | Juventus        | 0 – 4     | Inter                | 6   |
| 1913–14   | Prima Categoria                               | 14 dicembre 1913  | Juventus        | 7 – 2     | Inter                | 7   |
| 1913–14   | Prima Categoria                               | 4 gennaio 1914    | Inter           | 6 – 1     | Juventus             | 8   |
| 1913–14   | Prima Categoria                               | 22 marzo 1914     | Juventus        | 1 – 0     | Inter                | 9   |
| 1913–14   | Prima Categoria                               | 17 maggio 1914    | Inter           | 2 – 2     | Juventus             | 10  |
| 1919–20   | Prima Categoria (a Genova)                    | 23 maggio 1920    | Inter           | 1 – 0     | Juventus             | 11  |
| 1923–24   | Prima Divisione                               | 7 ottobre 1923    | Juventus        | 2 – 0     | Inter                | 12  |
| 1923–24   | Prima Divisione                               | 20 aprile 1924    | Inter           | 2 – 2     | Juventus             | 13  |
| 1926–27   | Divisione Nazionale                           | 7 novembre 1926   | Juventus        | 4 – 1     | Inter                | 14  |
| 1926–27   | Divisione Nazionale                           | 6 febbraio 1927   | Inter           | 3 – 0     | Juventus             | 15  |
| 1926–27   | Divisione Nazionale                           | 10 aprile 1927    | Inter           | 2 – 1     | Juventus             | 16  |
| 1926–27   | Divisione Nazionale                           | 26 giugno 1927    | Juventus        | 1 – 3     | Inter                | 17  |
| 1927–28   | Divisione Nazionale                           | 12 agosto 1927    | Juventus        | 1 – 1     | Inter                | 18  |
| 1927–28   | Divisione Nazionale                           | 26 febbraio 1928  | Inter           | 1 – 0     | Juventus             | 19  |
| 1927–28   | Divisione Nazionale                           | 17 maggio 1928    | Inter           | 1 – 4     | Juventus             | 20  |
| 1927–28   | Divisione Nazionale                           | 22 luglio 1928    | Juventus        | 1 – 0     | Inter                | 21  |
| 1928–29   | Divisione Nazionale                           | 25 novembre 1928  | Juventus        | 0 – 0     | Inter                | 22  |
| 1928–29   | Divisione Nazionale                           | 21 aprile 1929    | Inter           | 4 – 2     | Juventus             | 23  |
| 1928–29   | Preliminare per la Coppa dell'Europa Centrale | 30 maggio 1929    | Juventus        | 1 – 0     | Inter                | 24  |
| 1929–30   | Serie A                                       | 19 marzo 1930     | Juventus        | 1 – 2     | Inter                | 25  |
| 1929–30   | Serie A                                       | 29 giugno 1930    | Inter           | 2 – 0     | Juventus             | 26  |
| 1930–31   | Serie A                                       | 18 gennaio 1931   | Inter           | 2 – 3     | Juventus             | 27  |
| 1930–31   | Serie A                                       | 21 giugno 1931    | Juventus        | 1 – 0     | Inter                | 28  |
| 1931–32   | Serie A                                       | 17 gennaio 1932   | Juventus        | 6 – 2     | Inter                | 29  |
| 1931–32   | Serie A                                       | 5 giugno 1932     | Inter           | 2 – 4     | Juventus             | 30  |
| 1932–33   | Serie A                                       | 18 dicembre 1932  | Juventus        | 3 – 0     | Inter                | 31  |
| 1932–33   | Serie A                                       | 25 maggio 1933    | Inter           | 2 – 2     | Juventus             | 32  |
| 1933–34   | Serie A                                       | 12 novembre 1933  | Inter           | 3 – 2     | Juventus             | 33  |
| 1933–34   | Serie A                                       | 1º aprile 1934    | Juventus        | 0 – 0     | Inter                | 34  |
| 1934–35   | Serie A                                       | 18 novembre 1934  | Juventus        | 1 – 0     | Inter                | 35  |
| 1934–35   | Serie A                                       | 31 marzo 1935     | Inter           | 0 – 0     | Juventus             | 36  |
| 1935–36   | Serie A                                       | 17 novembre 1935  | Inter           | 4 – 0     | Juventus             | 37  |
| 1935–36   | Serie A                                       | 15 marzo 1936     | Juventus        | 1 – 0     | Inter                | 38  |
| 1935–36   | Coppa Italia                                  | 21 maggio 1936    | Inter           | 0 – 1     | Juventus             | 39  |
| 1936–37   | Serie A                                       | 18 ottobre 1936   | Juventus        | 1 – 1     | Inter                | 40  |
| 1936–37   | Serie A                                       | 21 febbraio 1937  | Inter           | 2 – 0     | Juventus             | 41  |
| 1937–38   | Serie A                                       | 14 novembre 1937  | Inter           | 2 – 1     | Juventus             | 42  |
| 1937–38   | Serie A                                       | 13 marzo 1938     | Juventus        | 2 – 1     | Inter                | 43  |
| 1937–38   | Coppa Italia                                  | 21 aprile 1938    | Juventus        | 2 – 0     | Inter                | 44  |
| 1938–39   | Serie A                                       | 16 ottobre 1938   | Inter           | 5 – 0     | Juventus             | 45  |
| 1938–39   | Serie A                                       | 26 febbraio 1939  | Juventus        | 0 – 0     | Inter                | 46  |
| 1939–40   | Serie A                                       | 17 settembre 1939 | Inter           | 4 – 0     | Juventus             | 47  |
| 1939–40   | Serie A                                       | 21 gennaio 1940   | Juventus        | 1 – 0     | Inter                | 48  |
| 1940–41   | Serie A                                       | 10 novembre 1940  | Inter           | 2 – 1     | Juventus             | 49  |
| 1940–41   | Serie A                                       | 2 marzo 1941      | Juventus        | 2 – 0     | Inter                | 50  |
| 1940–41   | Coppa Italia                                  | 11 maggio 1941    | Inter           | 0 – 2     | Juventus             | 51  |
| 1941–42   | Serie A                                       | 4 gennaio 1942    | Inter           | 4 – 1     | Juventus             | 52  |
| 1941–42   | Serie A                                       | 17 maggio 1942    | Juventus        | 4 – 0     | Inter                | 53  |
| 1942–43   | Serie A                                       | 29 novembre 1942  | Juventus        | 4 – 2     | Inter                | 54  |
| 1942–43   | Serie A                                       | 14 marzo 1943     | Inter           | 3 – 1     | Juventus             | 55  |
| 1943-44   | Campionato Alta Italia                        | 28 maggio 1944    | Inter           | 2 – 1     | Juventus             | 56  |
| 1943-44   | Campionato Alta Italia                        | 11 giugno 1944    | Juventus        | 1 – 0     | Inter                | 57  |
| 1945–46   | Divisione Nazionale                           | 18 novembre 1945  | Inter           | 2 – 2     | Juventus             | 58  |
| 1945–46   | Divisione Nazionale                           | 17 febbraio 1946  | Juventus        | 0 – 0     | Inter                | 59  |
| 1945–46   | Divisione Nazionale                           | 5 maggio 1946     | Inter           | 1 – 0     | Juventus             | 60  |
| 1945–46   | Divisione Nazionale                           | 23 giugno 1946    | Juventus        | 1 – 0     | Inter                | 61  |
| 1946–47   | Serie A                                       | 15 dicembre 1946  | Juventus        | 4 – 1     | Inter                | 62  |
| 1946–47   | Serie A                                       | 18 maggio 1947    | Inter           | 0 – 0     | Juventus             | 63  |
| 1947–48   | Serie A                                       | 12 ottobre 1947   | Inter           | 4 – 2     | Juventus             | 64  |
| 1947–48   | Serie A                                       | 14 marzo 1948     | Juventus        | 2 – 0     | Inter                | 65  |
| 1948–49   | Serie A                                       | 4 novembre 1948   | Juventus        | 0 – 1     | Inter                | 66  |
| 1948–49   | Serie A                                       | 6 marzo 1949      | Inter           | 1 – 1     | Juventus             | 67  |
| 1949–50   | Serie A                                       | 13 novembre 1949  | Juventus        | 3 – 2     | Inter                | 68  |
| 1949–50   | Serie A                                       | 26 marzo 1950     | Inter           | 2 – 4     | Juventus             | 69  |
| 1950–51   | Serie A                                       | 3 dicembre 1950   | Inter           | 3 – 0     | Juventus             | 70  |
| 1950–51   | Serie A                                       | 22 aprile 1951    | Juventus        | 0 – 2     | Inter                | 71  |
| 1951–52   | Serie A                                       | 6 gennaio 1952    | Juventus        | 3 – 2     | Inter                | 72  |
| 1951–52   | Serie A                                       | 1º giugno 1952    | Inter           | 3 – 2     | Juventus             | 73  |
| 1952–53   | Serie A                                       | 4 gennaio 1953    | Inter           | 2 – 0     | Juventus             | 74  |
| 1952–53   | Serie A                                       | 10 maggio 1953    | Juventus        | 2 – 1     | Inter                | 75  |
| 1953–54   | Serie A                                       | 22 novembre 1953  | Juventus        | 2 – 2     | Inter                | 76  |
| 1953–54   | Serie A                                       | 4 aprile 1954     | Inter           | 6 – 0     | Juventus             | 77  |
| 1954–55   | Serie A                                       | 12 dicembre 1954  | Inter           | 1 – 2     | Juventus             | 78  |
| 1954–55   | Serie A                                       | 24 aprile 1955    | Juventus        | 3 – 2     | Inter                | 79  |
| 1955–56   | Serie A                                       | 8 gennaio 1956    | Juventus        | 1 – 0     | Inter                | 80  |
| 1955–56   | Serie A                                       | 13 maggio 1956    | Inter           | 0 – 2     | Juventus             | 81  |
| 1956–57   | Serie A                                       | 14 ottobre 1956   | Inter           | 1 – 1     | Juventus             | 82  |
| 1956–57   | Serie A                                       | 3 marzo 1957      | Juventus        | 5 – 1     | Inter                | 83  |
| 1957–58   | Serie A                                       | 27 ottobre 1957   | Juventus        | 3 – 1     | Inter                | 84  |
| 1957–58   | Serie A                                       | 16 marzo 1958     | Inter           | 2 – 2     | Juventus             | 85  |
| 1958–59   | Serie A                                       | 18 dicembre 1958  | Inter           | 1 – 3     | Juventus             | 86  |
| 1958–59   | Serie A                                       | 19 aprile 1959    | Juventus        | 3 – 2     | Inter                | 87  |
| 1958–59   | Coppa Italia                                  | 13 settembre 1959 | Inter           | 1 – 4     | Juventus             | 88  |
| 1959–60   | Serie A                                       | 13 dicembre 1959  | Juventus        | 1 – 0     | Inter                | 89  |
| 1959–60   | Serie A                                       | 24 aprile 1960    | Inter           | 0 – 3     | Juventus             | 90  |
| 1960–61   | Serie A                                       | 18 dicembre 1960  | Inter           | 3 – 1     | Juventus             | 91  |
| 1960–61   | Serie A                                       | 10 giugno 1961    | Juventus        | 9 – 1     | Inter                | 92  |
| 1961–62   | Serie A                                       | 22 ottobre 1961   | Juventus        | 2 – 4     | Inter                | 93  |
| 1961–62   | Serie A                                       | 25 febbraio 1962  | Inter           | 2 – 2     | Juventus             | 94  |
| 1962–63   | Serie A                                       | 23 dicembre 1962  | Inter           | 1 – 0     | Juventus             | 95  |
| 1962–63   | Serie A                                       | 28 aprile 1963    | Juventus        | 0 – 1     | Inter                | 96  |
| 1963–64   | Serie A                                       | 22 dicembre 1963  | Juventus        | 4 – 1     | Inter                | 97  |
| 1963–64   | Serie A                                       | 3 maggio 1964     | Inter           | 1 – 0     | Juventus             | 98  |
| 1964–65   | Serie A                                       | 27 dicembre 1964  | Inter           | 1 – 1     | Juventus             | 99  |
| 1964–65   | Serie A                                       | 16 maggio 1965    | Juventus        | 0 – 2     | Inter                | 100 |
| 1964–65   | Coppa Italia (a Roma)                         | 29 agosto 1965    | Juventus        | 1 – 0     | Inter                | 101 |
| 1965–66   | Serie A                                       | 2 gennaio 1966    | Juventus        | 0 – 0     | Inter                | 102 |
| 1965–66   | Serie A                                       | 8 maggio 1966     | Inter           | 3 – 1     | Juventus             | 103 |
| 1966–67   | Serie A                                       | 31 dicembre 1966  | Inter           | 1 – 1     | Juventus             | 104 |
| 1966–67   | Serie A                                       | 7 maggio 1967     | Juventus        | 1 – 0     | Inter                | 105 |
| 1967–68   | Serie A                                       | 31 dicembre 1967  | Juventus        | 3 – 2     | Inter                | 106 |
| 1967–68   | Serie A                                       | 28 aprile 1968    | Inter           | 0 – 0     | Juventus             | 107 |
| 1968–69   | Serie A                                       | 12 gennaio 1969   | Inter           | 1 – 2     | Juventus             | 108 |
| 1968–69   | Serie A                                       | 4 maggio 1969     | Juventus        | 1 – 0     | Inter                | 109 |
| 1969–70   | Serie A                                       | 26 ottobre 1969   | Juventus        | 2 – 1     | Inter                | 110 |
| 1969–70   | Serie A                                       | 1º marzo 1970     | Inter           | 0 – 0     | Juventus             | 111 |
| 1970–71   | Serie A                                       | 27 dicembre 1970  | Inter           | 2 – 0     | Juventus             | 112 |
| 1970–71   | Serie A                                       | 18 aprile 1971    | Juventus        | 1 – 1     | Inter                | 113 |
| 1970–71   | Trofeo Picchi                                 | 19 giugno 1971    | Inter           | 3 – 1     | Juventus             | 114 |
| 1971–72   | Serie A                                       | 2 gennaio 1972    | Inter           | 0 – 0     | Juventus             | 115 |
| 1971–72   | Serie A                                       | 23 aprile 1972    | Juventus        | 3 – 0     | Inter                | 116 |
| 1971–72   | Coppa Italia                                  | 4 giugno 1972     | Inter           | 3 – 1     | Juventus             | 117 |
| 1971–72   | Coppa Italia                                  | 25 giugno 1972    | Juventus        | 2 – 1     | Inter                | 118 |
| 1972–73   | Serie A                                       | 7 gennaio 1973    | Inter           | 0 – 2     | Juventus             | 119 |
| 1972–73   | Serie A                                       | 13 maggio 1973    | Juventus        | 2 – 1     | Inter                | 120 |
| 1972–73   | Coppa Italia                                  | 17 giugno 1973    | Inter           | 1 – 1     | Juventus             | 121 |
| 1972–73   | Coppa Italia                                  | 27 giugno 1973    | Juventus        | 4 – 2     | Inter                | 122 |
| 1973–74   | Serie A                                       | 6 gennaio 1974    | Juventus        | 2 – 0     | Inter                | 123 |
| 1973–74   | Serie A                                       | 28 aprile 1974    | Inter           | 0 – 2     | Juventus             | 124 |
| 1974–75   | Serie A                                       | 1º dicembre 1974  | Inter           | 0 – 1     | Juventus             | 125 |
| 1974–75   | Serie A                                       | 23 maggio 1975    | Juventus        | 1 – 0     | Inter                | 126 |
| 1974–75   | Coppa Italia                                  | 29 maggio 1975    | Juventus        | 1 – 2     | Inter                | 127 |
| 1974–75   | Coppa Italia                                  | 19 giugno 1975    | Inter           | 2 – 6     | Juventus             | 128 |
| 1975–76   | Coppa Italia                                  | 31 agosto 1975    | Inter           | 1 – 0     | Juventus             | 129 |
| 1975–76   | Serie A                                       | 14 dicembre 1975  | Juventus        | 2 – 0     | Inter                | 130 |
| 1975–76   | Serie A                                       | 4 aprile 1976     | Inter           | 1 – 0     | Juventus             | 131 |
| 1976–77   | Serie A                                       | 16 gennaio 1977   | Juventus        | 2 – 0     | Inter                | 132 |
| 1976–77   | Serie A                                       | 8 maggio 1977     | Inter           | 0 – 2     | Juventus             | 133 |
| 1976–77   | Coppa Italia                                  | 12 giugno 1977    | Juventus        | 0 – 1     | Inter                | 134 |
| 1976–77   | Coppa Italia                                  | 19 giugno 1977    | Inter           | 1 – 0     | Juventus             | 135 |
| 1977–78   | Serie A                                       | 18 dicembre 1977  | Inter           | 0 – 1     | Juventus             | 136 |
| 1977–78   | Serie A                                       | 8 aprile 1978     | Juventus        | 2 – 2     | Inter                | 137 |
| 1978–79   | Serie A                                       | 10 dicembre 1978  | Juventus        | 1 – 1     | Inter                | 138 |
| 1978–79   | Serie A                                       | 14 aprile 1979    | Inter           | 2 – 1     | Juventus             | 139 |
| 1978–79   | Coppa Italia                                  | 25 aprile 1979    | Juventus        | 3 – 1     | Inter                | 140 |
| 1978–79   | Coppa Italia                                  | 9 maggio 1979     | Inter           | 1 – 0     | Juventus             | 141 |
| 1979–80   | Serie A                                       | 11 novembre 1979  | Inter           | 4 – 0     | Juventus             | 142 |
| 1979–80   | Coppa Italia                                  | 28 novembre 1979  | Inter           | 1 – 2     | Juventus             | 143 |
| 1979–80   | Coppa Italia                                  | 30 gennaio 1980   | Juventus        | 0 – 0     | Inter                | 144 |
| 1979–80   | Serie A                                       | 23 marzo 1980     | Juventus        | 2 – 0     | Inter                | 145 |
| 1980–81   | Serie A                                       | 23 novembre 1980  | Juventus        | 2 – 1     | Inter                | 146 |
| 1980–81   | Serie A                                       | 29 marzo 1981     | Inter           | 1 – 0     | Juventus             | 147 |
| 1981–82   | Serie A                                       | 20 dicembre 1981  | Inter           | 0 – 0     | Juventus             | 148 |
| 1981–82   | Serie A                                       | 25 aprile 1982    | Juventus        | 1 – 0     | Inter                | 149 |
| 1982–83   | Serie A                                       | 19 dicembre 1982  | Inter           | 0 – 0     | Juventus             | 150 |
| 1982–83   | Serie A                                       | 1º maggio 1983    | Juventus        | 0 – 2     | Inter                | 151 |
| 1982–83   | Coppa Italia                                  | 11 giugno 1983    | Juventus        | 2 – 1     | Inter                | 152 |
| 1982–83   | Coppa Italia                                  | 15 giugno 1983    | Inter           | 0 – 0     | Juventus             | 153 |
| 1983–84   | Serie A                                       | 18 dicembre 1983  | Juventus        | 2 – 0     | Inter                | 154 |
| 1983–84   | Serie A                                       | 29 aprile 1984    | Inter           | 1 – 2     | Juventus             | 155 |
| 1984–85   | Serie A                                       | 11 novembre 1984  | Inter           | 4 – 0     | Juventus             | 156 |
| 1984–85   | Serie A                                       | 24 marzo 1985     | Juventus        | 3 – 1     | Inter                | 157 |
| 1985–86   | Serie A                                       | 24 novembre 1985  | Inter           | 1 – 1     | Juventus             | 158 |
| 1985–86   | Serie A                                       | 23 marzo 1986     | Juventus        | 2 – 0     | Inter                | 159 |
| 1986–87   | Serie A                                       | 26 ottobre 1986   | Juventus        | 1 – 1     | Inter                | 160 |
| 1986–87   | Serie A                                       | 15 marzo 1987     | Inter           | 2 – 1     | Juventus             | 161 |
| 1987–88   | Serie A                                       | 25 ottobre 1987   | Inter           | 2 – 1     | Juventus             | 162 |
| 1987–88   | Serie A                                       | 6 marzo 1988      | Juventus        | 1 – 0     | Inter                | 163 |
| 1988–89   | Serie A                                       | 18 dicembre 1988  | Inter           | 1 – 1     | Juventus             | 164 |
| 1988–89   | Serie A                                       | 7 maggio 1989     | Juventus        | 1 – 1     | Inter                | 165 |
| 1989–90   | Serie A                                       | 17 settembre 1989 | Inter           | 2 – 1     | Juventus             | 166 |
| 1989–90   | Serie A                                       | 28 gennaio 1990   | Juventus        | 1 – 0     | Inter                | 167 |
| 1990–91   | Serie A                                       | 28 ottobre 1990   | Juventus        | 4 – 2     | Inter                | 68  |
| 1990–91   | Serie A                                       | 10 marzo 1991     | Inter           | 2 – 0     | Juventus             | 169 |
| 1991–92   | Serie A                                       | 8 dicembre 1991   | Juventus        | 2 – 1     | Inter                | 170 |
| 1991–92   | Coppa Italia                                  | 12 febbraio 1992  | Juventus        | 1 – 0     | Inter                | 171 |
| 1991–92   | Coppa Italia                                  | 26 febbraio 1992  | Inter           | 1 – 21    | Juventus             | 172 |
| 1991–92   | Serie A                                       | 26 aprile 1992    | Inter           | 1 – 3     | Juventus             | 173 |
| 1992–93   | Serie A                                       | 25 ottobre 1992   | Inter           | 3 – 1     | Juventus             | 174 |
| 1992–93   | Serie A                                       | 21 marzo 1993     | Juventus        | 0 – 2     | Inter                | 175 |
| 1993–94   | Serie A                                       | 28 novembre 1993  | Inter           | 2 – 2     | Juventus             | 176 |
| 1993–94   | Serie A                                       | 2 aprile 1994     | Juventus        | 1 – 0     | Inter                | 177 |
| 1994–95   | Serie A                                       | 2 ottobre 1994    | Juventus        | 0 – 0     | Inter                | 178 |
| 1994–95   | Serie A                                       | 5 marzo 1995      | Inter           | 0 – 0     | Juventus             | 179 |
| 1995–96   | Serie A                                       | 17 dicembre 1995  | Juventus        | 1 – 0     | Inter                | 180 |
| 1995–96   | Serie A                                       | 20 aprile 1996    | Inter           | 1 – 2     | Juventus             | 181 |
| 1996–97   | Serie A                                       | 20 ottobre 1996   | Juventus        | 2 – 0     | Inter                | 182 |
| 1996–97   | Coppa Italia                                  | 13 novembre 1996  | Juventus        | 0 – 3     | Inter                | 183 |
| 1996–97   | Coppa Italia                                  | 18 dicembre 1996  | Inter           | 1 – 1     | Juventus             | 184 |
| 1996–97   | Serie A                                       | 9 marzo 1997      | Inter           | 0 – 0     | Juventus             | 185 |
| 1997–98   | Serie A                                       | 4 gennaio 1998    | Inter           | 1 – 0     | Juventus             | 186 |
| 1997–98   | Serie A                                       | 26 aprile 1998    | Juventus        | 1 – 0     | Inter                | 187 |
| 1998–99   | Serie A                                       | 25 ottobre 1998   | Juventus        | 1 – 0     | Inter                | 188 |
| 1998–99   | Serie A                                       | 27 febbraio 1999  | Inter           | 0 – 0     | Juventus             | 189 |
| 1999–2000 | Serie A                                       | 12 dicembre 1999  | Juventus        | 1 – 0     | Inter                | 190 |
| 1999–2000 | Serie A                                       | 16 aprile 2000    | Inter           | 1 – 2     | Juventus             | 191 |
| 2000–01   | Serie A                                       | 3 dicembre 2000   | Inter           | 2 – 2     | Juventus             | 192 |
| 2000–01   | Serie A                                       | 14 aprile 2001    | Juventus        | 3 – 1     | Inter                | 193 |
| 2001–02   | Serie A                                       | 27 ottobre 2001   | Juventus        | 0 – 0     | Inter                | 194 |
| 2001–02   | Serie A                                       | 9 marzo 2002      | Inter           | 2 – 2     | Juventus             | 195 |
| 2002–03   | Serie A                                       | 19 ottobre 2002   | Inter           | 1 – 1     | Juventus             | 196 |
| 2002–03   | Serie A                                       | 2 marzo 2003      | Juventus        | 3 – 0     | Inter                | 197 |
| 2003–04   | Serie A                                       | 29 novembre 2003  | Juventus        | 1 – 3     | Inter                | 198 |
| 2003–04   | Coppa Italia                                  | 4 febbraio 2004   | Juventus        | 2 – 2     | Inter                | 199 |
| 2003–04   | Coppa Italia                                  | 12 febbraio 2004  | Inter           | 2 – 22    | Juventus             | 200 |
| 2003–04   | Serie A                                       | 4 aprile 2004     | Inter           | 3 – 2     | Juventus             | 201 |
| 2004–05   | Serie A                                       | 28 novembre 2004  | Inter           | 2 – 2     | Juventus             | 202 |
| 2004–05   | Serie A                                       | 20 aprile 2005    | Juventus        | 0 – 1     | Inter                | 203 |
| 2005–06   | Supercoppa italiana                           | 20 agosto 2005    | Juventus        | 0 – 11    | Inter                | 204 |
| 2005–06   | Serie A                                       | 2 ottobre 2005    | Juventus        | 2 – 0     | Inter                | 205 |
| 2005–06   | Serie A                                       | 12 febbraio 2006  | Inter           | 1 – 2     | Juventus             | 206 |
| 2007–08   | Serie A                                       | 4 novembre 2007   | Juventus        | 1 – 1     | Inter                | 207 |
| 2007–08   | Coppa Italia                                  | 23 gennaio 2008   | Inter           | 2 – 2     | Juventus             | 208 |
| 2007–08   | Coppa Italia                                  | 30 gennaio 2008   | Juventus        | 2 – 3     | Inter                | 209 |
| 2007–08   | Serie A                                       | 22 marzo 2008     | Inter           | 1 – 2     | Juventus             | 210 |
| 2008–09   | Serie A                                       | 22 novembre 2008  | Inter           | 1 – 0     | Juventus             | 211 |
| 2008–09   | Serie A                                       | 18 aprile 2009    | Juventus        | 1 – 1     | Inter                | 212 |
| 2009–10   | Serie A                                       | 5 dicembre 2009   | Juventus        | 2 – 1     | Inter                | 213 |
| 2009–10   | Coppa Italia                                  | 28 gennaio 2010   | Inter           | 2 – 1     | Juventus             | 214 |
| 2009–10   | Serie A                                       | 16 aprile 2010    | Inter           | 2 – 0     | Juventus             | 215 |
| 2010–11   | Serie A                                       | 3 ottobre 2010    | Inter           | 0 – 0     | Juventus             | 216 |
| 2010–11   | Serie A                                       | 13 febbraio 2011  | Juventus        | 1 – 0     | Inter                | 217 |
| 2011–12   | Serie A                                       | 29 ottobre 2011   | Inter           | 1 – 2     | Juventus             | 218 |
| 2011–12   | Serie A                                       | 25 marzo 2012     | Juventus        | 2 – 0     | Inter                | 219 |
| 2012–13   | Serie A                                       | 3 novembre 2012   | Juventus        | 1 – 3     | Inter                | 220 |
| 2012–13   | Serie A                                       | 30 marzo 2013     | Inter           | 1 – 2     | Juventus             | 221 |
| 2013–14   | Serie A                                       | 14 settembre 2013 | Inter           | 1 – 1     | Juventus             | 222 |
| 2013–14   | Serie A                                       | 2 febbraio 2014   | Juventus        | 3 – 1     | Inter                | 223 |
| 2014–15   | Serie A                                       | 6 gennaio 2015    | Juventus        | 1 – 1     | Inter                | 224 |
| 2014–15   | Serie A                                       | 16 maggio 2015    | Inter           | 1 – 2     | Juventus             | 225 |
| 2015–16   | Serie A                                       | 18 ottobre 2015   | Inter           | 0 – 0     | Juventus             | 226 |
| 2015–16   | Coppa Italia                                  | 27 gennaio 2016   | Juventus        | 3 – 0     | Inter                | 227 |
| 2015–16   | Serie A                                       | 28 febbraio 2016  | Juventus        | 2 – 0     | Inter                | 228 |
| 2015–16   | Coppa Italia                                  | 2 marzo 2016      | Inter           | 3 – 03    | Juventus             | 229 |
| 2016–17   | Serie A                                       | 18 settembre 2016 | Inter           | 2 – 1     | Juventus             | 230 |
| 2016–17   | Serie A                                       | 5 febbraio 2017   | Juventus        | 1 – 0     | Inter                | 231 |
| 2017–18   | Serie A                                       | 9 dicembre 2017   | Juventus        | 0 – 0     | Inter                | 232 |
| 2017–18   | Serie A                                       | 28 aprile 2018    | Inter           | 2 – 3     | Juventus             | 233 |
| 2018–19   | Serie A                                       | 7 dicembre 2018   | Juventus        | 1 – 0     | Inter                | 234 |
| 2018–19   | Serie A                                       | 27 aprile 2019    | Inter           | 1 – 1     | Juventus             | 235 |
| 2019–20   | Serie A                                       | 6 ottobre 2019    | Inter           | 1 – 2     | Juventus             | 236 |
| 2019–20   | Serie A                                       | 8 marzo 2020      | Juventus        | 2 – 0     | Inter                | 237 |
| 2020–21   | Serie A                                       | 17 gennaio 2021   | Inter           | 2 – 0     | Juventus             | 238 |
| 2020–21   | Coppa Italia                                  | 2 febbraio 2021   | Inter           | 1 – 2     | Juventus             | 239 |
| 2020–21   | Coppa Italia                                  | 9 febbraio 2021   | Juventus        | 0 – 0     | Inter                | 240 |
| 2020–21   | Serie A                                       | 15 maggio 2021    | Juventus        | 3 – 2     | Inter                | 241 |
| 2021–22   | Serie A                                       | 24 ottobre 2021   | Inter           | 1 – 1     | Juventus             | 242 |
| 2021–22   | Supercoppa italiana                           | 12 gennaio 2022   | Inter           | 2 – 11    | Juventus             | 243 |
| 2021–22   | Serie A                                       | 3 aprile 2022     | Juventus        | 0 – 1     | Inter                | 244 |
| 2021–22   | Coppa Italia                                  | 11 maggio 2022    | Juventus        | 2 – 41    | Inter                | 245 |
| 2022–23   | Serie A                                       | 6 novembre 2022   | Juventus        | 2 – 0     | Inter                | 246 |
| 2022–23   | Serie A                                       | 19 marzo 2023     | Inter           | 0 – 1     | Juventus             | 247 |
| 2022–23   | Coppa Italia                                  | 4 aprile 2023     | Juventus        | 1 – 1     | Inter                | 248 |
| 2022–23   | Coppa Italia                                  | 26 aprile 2023    | Inter           | 1 – 0     | Juventus             | 249 |
| 2023–24   | Serie A                                       | 26 novembre 2023  | Juventus        | 1 – 1     | Inter                | 250 |
| 2023–24   | Serie A                                       | 4 febbraio 2024   | Inter           | 1 – 0     | Juventus             | 251 |
| 2024–25   | Serie A                                       | 27 ottobre 2024   | Inter           | 4 – 4     | Juventus             | 252 |
| 2024–25   | Serie A                                       | 16 febbraio 2025  | Juventus        | 1 – 0     | Inter                | 253 |
| 2025–26   | Serie A                                       | 13 settembre 2025 | Juventus        |           | Inter                | 254 |
| 2025–26   | Serie A                                       | 15 febbraio 2026  | Inter           |           | Juventus             | 255 |

1 Risultato dopo i tempi supplementari.
2 Risultato dopo i tempi supplementari, con vittoria della Juventus 7-6 dopo i tiri di rigore.
3 Risultato dopo i tempi supplementari, con vittoria della Juventus 5-3 dopo i tiri di rigore.

## Statistiche

### Testa a testa in Serie A
| P. | 30 | 31 | 32 | 33 | 34 | 35 | 36 | 37 | 38 | 39 | 40 | 41 | 42 | 43 | 47 | 48 | 49 | 50 | 51 | 52 | 53 | 54 | 55 | 56 | 57 | 58 | 59 | 60 | 61 | 62 | 63 | 64 | 65 | 66 | 67 | 68 | 69 | 70 | 71 | 72 | 73 | 74 | 75 | 76 | 77 | 78 | 79 | 80 | 81 | 82 | 83 | 84 | 85 | 86 | 87 | 88 | 89 | 90 | 91 | 92 | 93 | 94 | 95 | 96 | 97 | 98 | 99 | 00 | 01 | 02 | 03 | 04 | 05 | 06 | 07 | 08 | 09 | 10 | 11 | 12 | 13 | 14 | 15 | 16 | 17 | 18 | 19 | 20 | 21 | 22 | 23 | 24 | 25 |
| -- | -- | -- | -- | -- | -- | -- | -- | -- | -- | -- | -- | -- | -- | -- | -- | -- | -- | -- | -- | -- | -- | -- | -- | -- | -- | -- | -- | -- | -- | -- | -- | -- | -- | -- | -- | -- | -- | -- | -- | -- | -- | -- | -- | -- | -- | -- | -- | -- | -- | -- | -- | -- | -- | -- | -- | -- | -- | -- | -- | -- | -- | -- | -- | -- | -- | -- | -- | -- | -- | -- | -- | -- | -- | -- | -- | -- | -- | -- | -- | -- | -- | -- | -- | -- | -- | -- | -- | -- | -- | -- | -- | -- | -- |
| 1  | 1  | 1  | 1  | 1  | 1  | 1  |    |    | 1  |    | 1  |    |    |    |    |    |    | 1  |    | 1  | 1  | 1  |    |    |    | 1  |    | 1  | 1  |    | 1  |    | 1  | 1  | 1  |    |    |    | 1  | 1  | 1  |    | 1  |    | 1  | 1  |    | 1  | 1  | 1  |    | 1  |    | 1  |    |    | 1  |    |    |    |    |    | 1  |    | 1  | 1  |    |    |    | 1  | 1  |    | 1  | 1  | 1  | 1  | 1  | 1  |    | 1  | 1  | 1  | 1  | 1  | 1  | 1  | 1  | 1  | 1  |    |    | 1  |    |
| 2  |    |    |    | 2  | 2  | 2  |    |    | 2  |    |    | 2  |    |    | 2  | 2  | 2  |    | 2  |    | 2  | 2  |    |    |    |    |    |    |    | 2  | 2  | 2  |    |    | 2  |    |    | 2  |    |    |    | 2  |    | 2  |    |    |    | 2  |    |    | 2  |    |    |    | 2  |    |    |    |    | 2  | 2  | 2  |    | 2  |    | 2  |    | 2  | 2  |    | 2  |    |    |    |    |    | 2  |    | 2  |    |    |    |    |    |    |    |    | 2  |    | 2  |    |    | 2  |
| 3  | 3  |    |    |    |    |    |    |    |    | 3  | 3  |    |    | 3  |    |    |    | 3  | 3  | 3  |    |    |    | 3  |    |    | 3  |    | 3  |    |    |    |    |    |    | 3  |    | 3  |    |    |    |    |    |    |    |    | 3  |    |    |    | 3  |    | 3  |    | 3  |    |    | 3  | 3  |    |    |    |    |    | 3  |    |    |    |    | 3  |    | 3  | 3  |    |    | 3  |    |    |    |    |    |    |    |    |    |    |    |    |    |    | 3  | 3  |    |
| 4  |    |    |    |    |    |    | 4  |    |    |    |    |    |    | 4  |    |    | 4  |    |    |    |    |    |    |    |    |    | 4  | 4  |    |    |    | 4  | 4  |    |    |    | 4  |    | 4  |    |    | 4  |    | 4  | 4  |    | 4  |    | 4  |    |    | 4  |    |    |    |    | 4  | 4  |    |    | 4  |    |    |    |    |    |    | 4  |    |    |    | 4  |    |    |    |    |    |    |    |    |    |    |    | 4  |    | 4  | 4  |    | 4  | 4  |    |    | 4  |
| 5  |    | 5  |    |    |    |    | 5  | 5  |    |    |    | 5  |    |    |    |    |    |    |    |    |    |    |    |    | 5  |    |    |    |    |    |    |    |    | 5  |    | 5  | 5  |    |    | 5  | 5  |    |    |    |    | 5  |    |    |    | 5  |    |    |    |    |    | 5  |    |    |    |    |    |    |    |    |    |    |    |    | 5  |    |    |    |    |    |    |    |    |    |    |    |    | 5  |    |    |    |    |    |    |    |    |    |    |    |
| 6  |    |    | 6  |    |    |    |    |    |    |    |    |    | 6  |    |    |    |    |    |    |    |    |    |    |    |    |    |    |    |    |    |    |    |    |    |    |    |    |    |    |    |    |    |    |    |    |    |    |    |    |    |    |    | 6  | 6  |    | 6  |    |    |    |    |    |    | 6  |    |    |    |    |    |    |    |    |    |    |    |    |    |    |    |    | 6  |    |    |    |    |    |    |    |    |    |    |    |    |    |
| 7  |    |    |    |    |    |    |    | 7  |    |    |    |    |    |    |    |    |    |    |    |    |    |    | 7  |    |    |    |    |    |    |    |    |    |    |    |    |    |    |    |    |    |    |    |    |    |    |    |    |    |    |    |    |    |    |    |    |    |    |    | 7  |    |    |    |    | 7  |    |    | 7  |    |    |    |    |    |    |    |    |    |    | 7  | 7  |    |    |    |    |    | 7  |    |    |    |    |    | 7  |    |    |
| 8  |    |    |    |    |    |    |    |    |    | 8  |    |    |    |    |    |    |    |    |    |    |    |    | 8  |    |    |    |    |    |    |    |    |    |    |    |    |    |    |    |    |    |    |    |    |    |    |    |    |    |    |    |    |    |    |    |    |    |    |    |    | 8  |    |    |    |    |    |    | 8  |    |    |    |    |    |    |    |    |    |    |    |    |    |    |    | 8  |    |    |    |    |    |    |    |    |    |    |
| 9  |    |    |    |    |    |    |    |    |    |    |    |    |    |    |    |    |    |    |    |    |    |    |    | 9  | 9  | 9  |    |    |    |    |    |    |    |    |    |    |    |    |    |    |    |    | 9  |    |    |    |    |    |    |    |    |    |    |    |    |    |    |    |    |    |    |    |    |    |    |    |    |    |    |    |    |    |    |    |    |    |    |    |    |    | 9  |    |    |    |    |    |    |    |    |    |    |    |    |
| 10 |    |    |    |    |    |    |    |    |    |    |    |    |    |    | 10 |    |    |    |    |    |    |    |    |    |    |    |    |    |    |    |    |    |    |    |    |    |    |    |    |    |    |    |    |    |    |    |    |    |    |    |    |    |    |    |    |    |    |    |    |    |    |    |    |    |    |    |    |    |    |    |    |    |    |    |    |    |    |    |    |    |    |    |    |    |    |    |    |    |    |    |    |    |    |
| 11 |    |    |    |    |    |    |    |    |    |    |    |    |    |    |    |    |    |    |    |    |    |    |    |    |    |    |    |    |    |    |    |    |    |    |    |    |    |    |    |    |    |    |    |    |    |    |    |    |    |    |    |    |    |    |    |    |    |    |    |    |    |    |    |    |    |    |    |    |    |    |    |    |    |    |    |    |    |    |    |    |    |    |    |    |    |    |    |    |    |    |    |    |    |
| 12 |    |    |    |    |    |    |    |    |    |    |    |    | 12 |    |    | 12 |    |    |    |    |    |    |    |    |    |    |    |    |    | 12 |    |    |    |    |    |    |    |    |    |    |    |    |    |    |    |    |    |    |    |    |    |    |    |    |    |    |    |    |    |    |    |    |    |    |    |    |    |    |    |    |    |    |    |    |    |    |    |    |    |    |    |    |    |    |    |    |    |    |    |    |    |    |    |
| 13 |    |    |    |    |    |    |    |    |    |    |    |    |    |    |    |    |    |    |    |    |    |    |    |    |    |    |    |    |    |    |    |    |    |    |    |    |    |    |    |    |    |    |    |    |    |    |    |    |    |    |    |    |    |    |    |    |    |    |    |    |    | 13 |    |    |    |    |    |    |    |    |    |    |    |    |    |    |    |    |    |    |    |    |    |    |    |    |    |    |    |    |    |    |    |
| 14 |    |    |    |    |    |    |    |    |    |    |    |    |    |    |    |    |    |    |    |    |    |    |    |    |    |    |    |    |    |    |    |    |    |    |    |    |    |    |    |    |    |    |    |    |    |    |    |    |    |    |    |    |    |    |    |    |    |    |    |    |    |    |    |    |    |    |    |    |    |    |    |    |    |    |    |    |    |    |    |    |    |    |    |    |    |    |    |    |    |    |    |    |    |
| 15 |    |    |    |    |    |    |    |    |    |    |    |    |    |    |    |    |    |    |    |    |    |    |    |    |    |    |    |    |    |    |    |    |    |    |    |    |    |    |    |    |    |    |    |    |    |    |    |    |    |    |    |    |    |    |    |    |    |    |    |    |    |    |    |    |    |    |    |    |    |    |    |    |    |    |    |    |    |    |    |    |    |    |    |    |    |    |    |    |    |    |    |    |    |
| 16 |    |    |    |    |    |    |    |    |    |    |    |    |    |    |    |    |    |    |    |    |    |    |    |    |    |    |    |    |    |    |    |    |    |    |    |    |    |    |    |    |    |    |    |    |    |    |    |    |    |    |    |    |    |    |    |    |    |    |    |    |    |    |    |    |    |    |    |    |    |    |    |    |    |    |    |    |    |    |    |    |    |    |    |    |    |    |    |    |    |    |    |    |    |
| 17 |    |    |    |    |    |    |    |    |    |    |    |    |    |    |    |    |    |    |    |    |    |    |    |    |    |    |    |    |    |    |    |    |    |    |    |    |    |    |    |    |    |    |    |    |    |    |    |    |    |    |    |    |    |    |    |    |    |    |    |    |    |    |    |    |    |    |    |    |    |    |    |    |    |    |    |    |    |    |    |    |    |    |    |    |    |    |    |    |    |    |    |    |    |
| 18 |    |    |    |    |    |    |    |    |    |    |    |    |    |    |    |    |    |    |    |    |    |    |    |    |    |    |    |    |    |    |    |    |    |    |    |    |    |    |    |    |    |    |    |    |    |    |    |    |    |    |    |    |    |    |    |    |    |    |    |    |    |    |    |    |    |    |    |    |    |    |    |    |    |    |    |    |    |    |    |    |    |    |    |    |    |    |    |    |    |    |    |    |    |
| 19 |    |    |    |    |    |    |    |    |    |    |    |    |    |    |    |    |    |    |    |    |    |    |    |    |    |    |    |    |    |    |    |    |    |    |    |    |    |    |    |    |    |    |    |    |    |    |    |    |    |    |    |    |    |    |    |    |    |    |    |    |    |    |    |    |    |    |    |    |    |    |    |    |    |    |    |    |    |    |    |    |    |    |    |    |    |    |    |    |    |    |    |    |    |
| 20 |    |    |    |    |    |    |    |    |    |    |    |    |    |    |    |    |    |    |    |    |    |    |    |    |    |    |    |    |    |    |    |    |    |    |    |    |    |    |    |    |    |    |    |    |    |    |    |    |    |    |    |    |    |    |    |    |    |    |    |    |    |    |    |    |    |    |    |    |    |    |    |    |    | 20 |    |    |    |    |    |    |    |    |    |    |    |    |    |    |    |    |    |    |    |
| 21 |    |    |    |    |    |    |    |    |    |    |    |    |    |    |    |    |    |    |    |    |    |    |    |    |    |    |    |    |    |    |    |    |    |    |    |    |    |    |    |    |    |    |    |    |    |    |    |    |    |    |    |    |    |    |    |    |    |    |    |    |    |    |    |    |    |    |    |    |    |    |    |    |    |    |    |    |    |    |    |    |    |    |    |    |    |    |    |    |    |    |    |    |    |

- Totale: La Juventus ha preceduto 54 volte l'Inter in classifica; l'Inter ha preceduto la Juventus 38 volte (dati aggiornati al termine della stagione 2024-2025). Nessun confronto diretto nella stagione 2006-2007, poiché la Juventus era in Serie B.

Note:
La stagione 1945-1946 non è inclusa nelle statistiche della Serie A. Entrambe le squadre terminarono con lo stesso numero di punti nella stagione 1989-1990, ma l’Inter aveva una migliore differenza reti: l’Inter finì terza, la Juventus quarta. A causa dello scandalo Calciopoli, il titolo della Juventus nella stagione 2004-2005 fu revocato, mentre nella stagione 2005-2006 la Juventus fu retrocessa e il titolo fu assegnato all’Inter.

### Partite
Al 16 febbraio 2025 le due squadre si sono incontrate ufficialmente 253 volte, con 113 vittorie della Juventus, 63 pareggi e 77 vittorie dell'Inter. I bianconeri hanno colto 33 affermazioni a Milano, con 20 successi a Torino per i nerazzurri: la miglior striscia di quest'ultimi in campo avverso è rappresentata da due vittorie consecutive, circostanza verificatasi per l'ultima volta nel 2005. Dal canto loro i sabaudi hanno espugnato consecutivamente l'impianto meneghino per un massimo di tre volte: degno di nota è, in tal senso, il periodo occorso dal 18 dicembre 1958 al 24 aprile 1960 e inframmezzato dalla conquista di una Coppa Italia (13 settembre 1959).
Per quanto attiene all'imbattibilità casalinga, l'Inter mantenne inviolato il proprio terreno di gioco dal 28 novembre 1909 al 26 febbraio 1928 registrando sei vittorie e tre pareggi: dal 21 giugno 1931 al 14 marzo 1948 la Juventus impose invece quattro pari ai meneghini in terra piemontese, battendoli nelle restanti quindici occasioni.
Oltre ai numerosi incontri ufficiali, tra cui si annoverano anche uno spareggio per l'accesso alla Coppa dell'Europa Centrale (1929), il Campionato Alta Italia (1944) e il Trofeo Picchi (1971), sin dall'inizio del XX secolo le due formazioni si sono ritrovate diverse volte contrapposte in manifestazioni di carattere amichevole quali la Coppa Pagani, la Palla d'oro Moët et Chandon, la Scarpa d'argento Gerolamo Radice, la Targa Luigi Ansbacher, il Trofeo Medaglia d'oro Caimi, i Tornei delle Città di Torino e Milano, la Coppa Super Clubs e, dagli anni 1990 in poi, competizioni prestagionali come il Trofeo Birra Moretti, il Trofeo TIM e l'International Champions Cup.

#### Partite ufficiali
Dati aggiornati al 16 febbraio 2025.
|                                           | Totale gare disputate | Vittorie Juventus | Pareggi | Vittorie Inter | Reti Juventus | Reti Inter |
| ----------------------------------------- | --------------------- | ----------------- | ------- | -------------- | ------------- | ---------- |
| Campionati antichi (1909-1929, 1945-1946) | 27                    | 8                 | 7       | 12             | 36            | 46         |
| Serie A (1929-1943, 1946-2025)            | 184                   | 88                | 47      | 49             | 264           | 213        |
| Totale campionato                         | 211                   | 96                | 54      | 61             | 300           | 259        |
| Campionato Alta Italia (1943-1944)        | 2                     | 1                 | 0       | 1              | 2             | 2          |
| Coppa Italia (1936-2023)                  | 36                    | 15                | 9       | 12             | 53            | 45         |
| Supercoppa italiana (2005, 2021)          | 2                     | 0                 | 0       | 2              | 1             | 3          |
| Preliminare Mitropa (1929)                | 1                     | 1                 | 0       | 0              | 1             | 0          |
| Trofeo Picchi (1971)                      | 1                     | 0                 | 0       | 1              | 1             | 3          |
| Totale                                    | 253                   | 113               | 63      | 77             | 358           | 312        |

#### Partite non ufficiali
Sono escluse dal computo le manifestazioni non ufficiali che prevedono la disputa di partite della durata di quarantacinque minuti.
|                                         | Totale gare disputate | Vittorie Juventus | Pareggi | Vittorie Inter | Reti Juventus | Reti Inter |
| Coppa Pagani (1909)                     | 1                     | 0                 | 0       | 1              | 0             | 1          |
| Palla d'oro Moët et Chandon (1910)      | 1                     | 1                 | 0       | 0              | 2             | 1          |
| Trofeo Gerolamo Radice (1913)           | 1                     | 0                 | 0       | 1              | 0             | 3          |
| Targa Luigi Ansbacher (1914)            | 1                     | 0                 | 0       | 1              | 2             | 8          |
| Trofeo Medaglia d'oro Caimi (1934-1942) | 5                     | 1                 | 2       | 2              | 8             | 13         |
| Torneo Città di Torino (1966)           | 1                     | 1                 | 0       | 0              | 3             | 1          |
| Torneo Città di Milano (1969)           | 1                     | 0                 | 0       | 1              | 1             | 3          |
| Coppa Super Clubs (1983)                | 1                     | 1                 | 0       | 0              | 1             | 0          |
| International Champions Cup (2013-2019) | 2                     | 0                 | 2       | 0              | 2             | 2          |
| Totale                                  | 14                    | 4                 | 4       | 6              | 19            | 32         |

#### Partite complessive
|                            | Totale gare disputate | Vittorie Juventus | Pareggi | Vittorie Inter | Reti Juventus | Reti Inter |
| Competizioni ufficiali     | 253                   | 113               | 63      | 77             | 358           | 312        |
| Competizioni non ufficiali | 14                    | 4                 | 4       | 6              | 19            | 32         |
| Totale assoluto            | 267                   | 117               | 67      | 83             | 377           | 344        |

### Giocatori

#### Marcatori
Di seguito è riportato l'elenco dei principali marcatori nelle partite ufficiali del derby d'Italia.
| Posizione | Giocatore            | Squadra                  | Reti |
| --------- | -------------------- | ------------------------ | ---- |
| 1         | Roberto Boninsegna   | Inter (9), Juventus (3)  | 12   |
| 1         | Giuseppe Meazza      | Inter (10), Juventus (2) | 12   |
| 1         | Omar Sívori          | Juventus                 | 12   |
| 4         | Alessandro Del Piero | Juventus                 | 10   |
| 5         | Pietro Anastasi      | Juventus                 | 9    |
| 6         | Luigi Cevenini       | Inter                    | 8    |
| 6         | Benito Lorenzi       | Inter                    | 8    |
| 8         | Alessandro Altobelli | Inter                    | 7    |
| 8         | Roberto Baggio       | Juventus                 | 7    |
| 8         | Giampiero Boniperti  | Juventus                 | 7    |
| 8         | John Charles         | Juventus                 | 7    |
| 8         | Julio Ricardo Cruz   | Inter                    | 7    |
| 8         | Giovanni Ferrari     | Juventus (5), Inter (2)  | 7    |
| 14        | Ermanno Aebi         | Inter                    | 6    |
| 14        | Franco Causio        | Juventus                 | 6    |
| 14        | John Hansen          | Juventus                 | 6    |
| 14        | Sandro Mazzola       | Inter                    | 6    |
| 14        | Federico Munerati    | Juventus                 | 6    |
| 14        | István Nyers         | Inter                    | 6    |
| 14        | Enrico Rivolta       | Inter                    | 6    |
| 21        | Roberto Bettega      | Juventus                 | 5    |
| 21        | Antonello Cuccureddu | Juventus                 | 5    |
| 21        | Mauro Icardi         | Inter                    | 5    |
| 21        | Aldo Serena          | Inter (4), Juventus (1)  | 5    |
| 21        | Marco Tardelli       | Juventus                 | 5    |
| 26        | Adriano              | Inter                    | 4    |
| 26        | Mario Balotelli      | Inter                    | 4    |
| 26        | Savino Bellini       | Juventus                 | 4    |
| 26        | Lorenzo Valerio Bona | Juventus                 | 4    |
| 26        | Franco Bontadini     | Inter                    | 4    |
| 26        | Sergio Brighenti     | Inter                    | 4    |
| 26        | Aldo Campatelli      | Inter                    | 4    |
| 26        | Juan Cuadrado        | Juventus                 | 4    |
| 26        | Paulo Dybala         | Juventus                 | 4    |
| 26        | Giacinto Facchetti   | Inter                    | 4    |
| 26        | Annibale Frossi      | Inter                    | 4    |
| 26        | Lautaro Martínez     | Inter                    | 4    |
| 26        | Lothar Matthäus      | Inter                    | 4    |
| 26        | Álvaro Morata        | Juventus                 | 4    |
| 26        | Raimundo Orsi        | Juventus                 | 4    |
| 26        | Ivan Perišić         | Inter                    | 4    |
| 26        | Michel Platini       | Juventus                 | 4    |
| 26        | Karl Aage Præst      | Juventus                 | 4    |
| 26        | Cristiano Ronaldo    | Juventus                 | 4    |
| 26        | Vittorio Sentimenti  | Juventus                 | 4    |
| 26        | Lennart Skoglund     | Inter                    | 4    |
| 26        | Ruben Sosa           | Inter                    | 4    |
| 26        | David Trezeguet      | Juventus                 | 4    |
| 26        | Arturo Vidal         | Juventus (3), Inter (1)  | 4    |
| 26        | Christian Vieri      | Inter                    | 4    |

#### Presenze
Di seguito è riportato l'elenco dei principali giocatori con più presenze nelle partite ufficiali del derby d'Italia.
| Posizione | Giocatore            | Squadra                  | Presenze |
| --------- | -------------------- | ------------------------ | -------- |
| 1         | Giacinto Facchetti   | Inter                    | 39       |
| 1         | Javier Zanetti       | Inter                    | 39       |
| 3         | Sandro Mazzola       | Inter                    | 38       |
| 4         | Giuseppe Bergomi     | Inter                    | 36       |
| 4         | Franco Causio        | Juventus (35), Inter (1) | 36       |
| 6         | Giuseppe Baresi      | Inter                    | 35       |
| 6         | Giuseppe Furino      | Juventus                 | 35       |
| 8         | Gaetano Scirea       | Juventus                 | 34       |
| 9         | Giorgio Chiellini    | Juventus                 | 33       |
| 9         | Mario Corso          | Inter                    | 33       |
| 11        | Antonello Cuccureddu | Juventus                 | 31       |
| 11        | Alessandro Del Piero | Juventus                 | 31       |
| 11        | Dino Zoff            | Juventus                 | 31       |

### Allenatori

#### Presenze
Di seguito è riportato l'elenco dei principali allenatori con più presenze nelle partite ufficiali del derby d'Italia.
| Posizione | Allenatore           | Squadra                   | Presenze |
| --------- | -------------------- | ------------------------- | -------- |
| 1         | Giovanni Trapattoni  | Juventus (36), Inter (10) | 46       |
| 2         | Massimiliano Allegri | Juventus                  | 22       |
| 3         | Marcello Lippi       | Juventus (19), Inter (2)  | 21       |
| 4         | Helenio Herrera      | Inter                     | 18       |
| 5         | Árpád Weisz          | Inter                     | 16       |
| 6         | Roberto Mancini      | Inter                     | 15       |
| 7         | Eugenio Bersellini   | Inter                     | 14       |
| 7         | Carlo Parola         | Juventus                  | 14       |
| 9         | Carlo Carcano        | Juventus (9), Inter (4)   | 13       |
| 9         | Heriberto Herrera    | Juventus (11), Inter (2)  | 13       |
| 11        | Antonio Conte        | Juventus (6), Inter (6)   | 12       |
| 11        | Simone Inzaghi       | Inter                     | 12       |
| 11        | Virginio Rosetta     | Juventus                  | 12       |

### Record
Inter-Juventus, essendo una «classica» del calcio italiano, porta con sé diversi record:

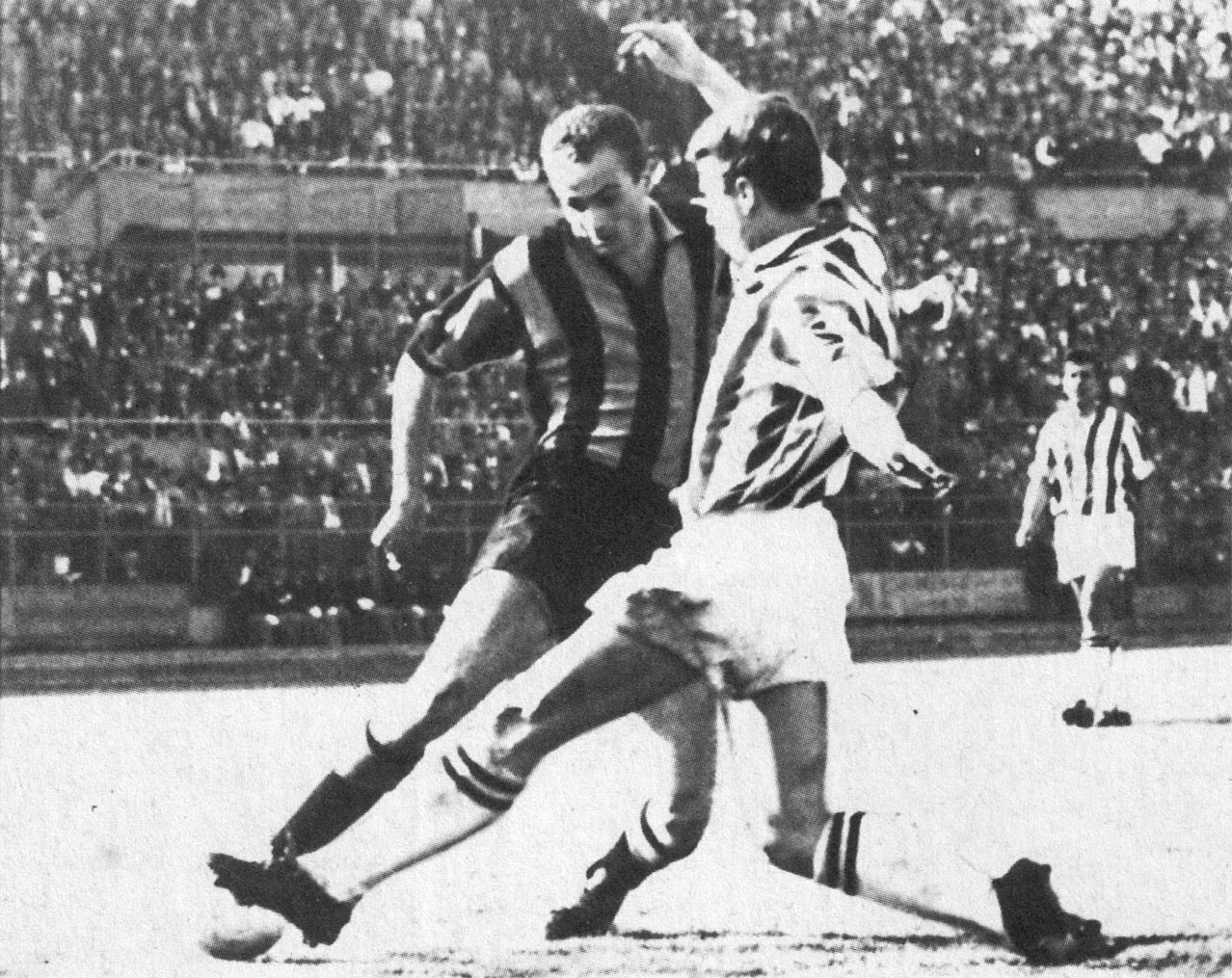
Da sinistra: Sandro Mazzola, al debutto in Serie A, in contrasto sullo juventino Benito Sarti nel derby d'Italia del 10 giugno 1961, giocato in segno di protesta dall'Inter con la sua squadra giovanile: la vittoria 9-1 dei bianconeri rimane la più larga nella storia della «classica».

- È la partita più disputata di sempre in Serie A (184 incontri), nonché la più disputata in generale nel campionato italiano considerando anche l'era pre-girone unico (211 incontri), oltre a essere quella con il maggior numero di sfide in Coppa Italia (36).[102]
- È la sfida fra le due squadre più vittoriose in ambito nazionale, con 60 titoli per la Juventus e 37 per l'Inter.
- L'affermazione più larga per i bianconeri è il 9-1 del 10 giugno 1961, valevole per il campionato di Serie A 1960-1961.[40]
- L'affermazione più larga per i nerazzurri è il 6-0 del 4 aprile 1954, valevole per il campionato di Serie A 1953-1954.
- La vittoria più larga della Juventus in trasferta è il 2-6 del 19 giugno 1975, gara di ritorno della Coppa Italia 1974-1975.
- La vittoria più larga per l'Inter in trasferta è lo 0-4 dell'11 novembre 1912, valevole per il campionato di Prima Categoria 1912-1913.
- Il pareggio con più reti è il 4-4 del 27 ottobre 2024, valevole per il campionato di Serie A 2024-2025.
- La Juventus ha vinto a Milano in 33 occasioni, la miglior striscia consecutiva è di 3 successi in due periodi differenti.
- L'Inter ha vinto a Torino in 20 occasioni, la miglior striscia consecutiva è di 2 successi in quattro periodi differenti.
- La maggior imbattibilità bianconera in casa è di 18 anni, dal 19 marzo 1930 al 4 novembre 1948.
- La maggior imbattibilità nerazzurra in casa è di 18 anni, dal 28 novembre 1909 al 26 febbraio 1928.
- La maggior serie di partite consecutive senza sconfitta è della Juventus, imbattuta per 13 gare consecutive dal 12 dicembre 1954 al 18 dicembre 1960.
- La maggior serie di partite consecutive senza sconfitta per l'Inter è di 7 gare, imbattuta dal 29 novembre 2003 al 2 ottobre 2005.
- Il maggior numero di vittorie consecutive per la Juventus è pari a 5, verificatesi in 3 occasioni;
- Il maggior numero di vittorie consecutive per l'Inter è pari a 3, verificatesi in 3 occasioni;
- Il maggior numero di pareggi consecutivi si è verificato tra il 27 ottobre 2001 ed il 19 ottobre 2002, con 3 gare concluse in parità.
- I risultati più frequenti della sfida sono l'1-1 (verificatosi 24 volte), lo 0-0 (verificatosi 23 volte), la vittoria dell'Inter per 1-0 a Milano (avvenuta 15 volte)[103][104] e la vittoria della Juventus per 1-0 a Torino (avvenuta 28 volte).[105][106]
- La Juventus è l'unica squadra in Italia, assieme alla disciolta US Torinese, contro cui l'Inter ha un bilancio di risultati negativo.[107]
- La disciolta US Milanese, fusasi dal 1928 al 1932 nell'Ambrosiana, è una delle due squadre in Italia (insieme alla US Torinese) contro cui la Juventus ha un bilancio di risultati negativo.
- L'Inter è la squadra che ha battuto più volte la Juventus in competizioni ufficiali (77).[107]
- La gara disputata a Milano il 6 ottobre 2019 e terminata 2-1 in favore dei bianconeri ha stabilito l'allora record d'incasso per il campionato italiano di calcio, con 6 620 976 euro,[108] mantenuto per il successivo quinquiennio.[109] Quella disputata sempre a Milano il 27 ottobre 2024 e terminata 4-4 ha stabilito il secondo record d'incasso, con 7 614 585 euro.[110]
- La finale disputata a Roma l'11 maggio 2022 e terminata 4-2 dopo i tempi supplementari in favore dei nerazzurri ha stabilito l'allora record d'incasso per la Coppa Italia, con 5 148 455 euro,[111] mantenuto per il successivo anno.[112]

### Finali ufficiali
Nelle finali di trofei ufficiali (compresi i tornei da un solo incontro), le due squadre hanno finora fatto registrare i seguenti risultati:
- La Juventus ha prevalso due volte:
  - in Coppa Italia 1958-1959 (gara unica: Inter-Juventus 1-4);
  - in Coppa Italia 1964-1965 (gara unica: Juventus-Inter 1-0).
- L'Inter ha prevalso tre volte:
  - in Supercoppa italiana 2005 (gara unica: Juventus-Inter 0-1 dopo i tempi supplementari);
  - in Supercoppa italiana 2021 (gara unica: Inter-Juventus 2-1 dopo i tempi supplementari);
  - in Coppa Italia 2021-2022 (gara unica: Juventus-Inter 2-4 dopo i tempi supplementari).

## Giocatori

Da sinistra: la bandiera nerazzurra Boninsegna e quella bianconera Anastasi, protagonisti nell'estate 1976 del più famoso scambio di mercato fra i due club.

Sull'asse Milano-Torino si sono susseguiti molti scambi di casacca. Tra i primi giocatori di rilievo ad aver vestito entrambe le maglie ci furono, nel periodo interbellico, il nerazzurro Luigi Cevenini, capace di farsi apprezzare anche dai nuovi tifosi bianconeri dopo il trasferimento in Piemonte nel 1927, e Luigi Allemandi, inversamente protagonista nell'Ambrosiana a cavallo degli anni 1920 e 1930 dopo l'esordio in maglia juventina.
In seguito toccò a Giuseppe Meazza, dopo aver militato nell'Ambrosiana per tredici anni (1927-1940) segnando 239 gol in 348 partite, passare all'allora Juventus Cisitalia – così chiamata, durante il secondo conflitto mondiale, per l'abbinamento con l'omonima casa automobilistica – nella stagione 1942-1943, segnando 10 reti in 27 gare; il nome di Meazza resta comunque legato alla squadra milanese, dove in quattordici stagioni vinse tre scudetti e una Coppa Italia, e dove tornò a militare nella stagione 1946-1947, con 2 marcature in 17 match. Un altro importante giocatore del periodo interbellico, Giovanni Ferrari, fece il percorso inverso: dopo aver vinto cinque scudetti consecutivi e una Coppa Italia con la squadra bianconera, si trasferì a Milano vincendo altri due campionati e una coppa nazionale nel suo lustro in maglia nerazzurra. Dopo un trentennio, nel 1968 fu il portiere della Grande Inter, Giuliano Sarti, a cambiare divisa trasferendosi a Torino, dopo cinque anni in nerazzurro che gli valsero sei trofei nazionali e internazionali. Altra colonna della Grande Inter fu Tarcisio Burgnich, roccioso centrale difensivo che aveva collezionato qualche presenza alla Juventus nei primi anni di carriera.
Lo scambio storico, quello fra due bandiere dei club, fu tuttavia quello andato in scena nell'estate 1976, quando l'interista Roberto Boninsegna e lo juventino Pietro Anastasi si resero protagonisti di un reciproco cambio di casacca che destò non poco scalpore: la nuova realtà rivitalizzò il trentatreenne Bonimba il quale all'ombra della Mole vincerà diversi titoli (compresa la Coppa UEFA 1976-1977, primo trofeo internazionale dei piemontesi), segnando anche una doppietta alla sua ex squadra in uno Juve-Inter 2-0 del 16 gennaio 1977; al contrario, Pietruzzu, seppur di cinque anni più giovane, non lasciò particolari ricordi sotto la Madonnina. Sul finire degli anni 1970 si segnalò anche l'intreccio di mercato inerente Michel Platini: il francese firmò nel 1977 un precontratto con l'Inter, non potendo tuttavia approdare nell'immediato in Serie A per via dell'allora blocco agli ingaggi verso gli stranieri; nel 1982, a frontiere riaperte, per differenti scelte di mercato la società meneghina rinunciò a portare il francese a Milano lasciandolo così libero di accasarsi alla Juventus, dove collezionerà numerosi trofei compresi tre Palloni d'oro consecutivi.

Da sinistra: Roberto Baggio, uno dei Palloni d'oro ad aver giocato con entrambe le società, qui a contrasto con Matthias Sammer, altro futuro Pallone d'oro, nel derby d'Italia del 25 ottobre 1992.

A metà degli anni 1980, oltre a Liam Brady e Franco Causio che dopo essere stati alla Juventus giocarono anche con la maglia dell'Inter, altre due bandiere, il bianconero Marco Tardelli e il nerazzurro Alessandro Altobelli, a distanza di qualche stagione si scambiarono le maglie, senza che ciò portasse a particolari acuti. Giocatori che invece lasciarono ottimi ricordi calcistici militando su entrambe le sponde furono, tra gli anni 1980 e i 2000, Aldo Serena, Roberto Baggio (primo Pallone d'oro ad aver giocato con entrambe le società) e Christian Vieri; dopo positivi trascorsi a Torino, furono invece al di sotto delle aspettative le prestazioni a Milano di Totò Schillaci, Angelo Peruzzi ed Edgar Davids.
Nel 2004 avvenne un altro scambio rimasto negli annali per via dei suoi contrapposti esiti, quello tra Fabio Cannavaro, tra i migliori difensori italiani della sua generazione, e Fabián Carini, portiere uruguaiano presto dimenticato dalla Serie A. Cannavaro vincerà il Pallone d'oro 2006 grazie alle sue prestazioni con la maglia bianconera, nonché con quelle del Real Madrid e dell'Italia nello stesso anno, mentre Carini, pur potendosi fregiare del titolo italiano vinto a Milano nel 2006-2007, non collezionerà che una manciata di presenze nella sua effimera esperienza nerazzurra. Con il declassamento della Juventus in B, infine, due giocatori nel 2006 passarono da una sponda all'altra: Zlatan Ibrahimović e Patrick Vieira, i quali, a Milano, vinceranno tre scudetti e due supercoppe.
Nel corso degli anni 2010 e 2020 diversi giocatori hanno vestito entrambe le divise, passando direttamente da una società all'altra, senza però suscitare i clamori del passato. Esempi di questi cambi di casacca sono stati Lúcio, Hernanes e João Cancelo dall'Inter alla Juventus, rispettivamente nel 2012, 2015 e nel 2018, e Daniel Osvaldo, Kwadwo Asamoah e Juan Cuadrado dalla Juventus all'Inter, rispettivamente nel 2014, 2018 e nel 2023. Tra coloro che hanno giocato per entrambe le squadre, pur senza compiere un passaggio diretto, si segnalano: Arturo Vidal, colonna della Juventus di Antonio Conte nel triennio 2011-2014, che seguì il suo ex allenatore in nerazzurro nel 2020, Leonardo Bonucci, che divenne una bandiera della Juventus dopo essere cresciuto nel vivaio nerazzurro, e Andrea Pirlo, simbolo della Juventus contiana con una militanza nell'Inter a inizio carriera.
Altri giocatori che hanno vestito tutte e due le maglie sono stati: Dino Baggio, Antonio Candreva, Luigi De Agostini, Pierino Fanna, Salvatore Fresi, Sergio Gori, Fabio Grosso, Vladimir Jugović, Felipe Melo, Adrian Mutu, Michele Serena, Paulo Sousa, Cristiano Zanetti.

## Allenatori

Da sinistra: Giovanni Trapattoni e Antonio Conte sono gli unici due allenatori ad aver vinto lo scudetto sulla panchina di entrambe le squadre.

Nel corso di 114 anni di sfide, sono diversi gli allenatori che hanno guidato entrambe le squadre. Il primo fu József Viola, che dal 1924 al 1928 ricoprì le vesti di giocatore-allenatore alla Juventus, per poi trasferirsi a Milano nelle due stagioni successive e ritornare a Torino nel corso del 1929. Lo stesso percorso, anche se con maggiore successo, fu compiuto da Giovanni Trapattoni, primatista di presenze in panchina nella storia del derby d'Italia con 46 gare, avendo partecipato a tutte le sfide nel periodo 1976-1994; il Trap, autore del ciclo leggendario della Juventus nel decennio 1976-1986, fu anche il primo allenatore a conquistare il tricolore in entrambe le piazze: infatti, dopo i 6 scudetti del succitato periodo a Torino, vinse il campionato anche all'Inter durante la stagione 1988-1989, prima di chiudere la sua esperienza quinquennale a Milano nel 1991 e tornare alla corte di Madama. Tale impresa, oltre a lui, riuscì solo ad Antonio Conte, campione d'Italia dal 2012 al 2014 con i bianconeri e poi nel 2020-2021 con i nerazzurri; in totale furono 12 i derby d'Italia giocati dal leccese nelle vesti di tecnico, equamente divisi sulle due panchine.
Altri tecnici che hanno allenato entrambe le società sono stati: Giovanni Ferrari (campione d’Italia con entrambe le squadre da calciatore), Carlo Carcano, Aldo Olivieri, Jesse Carver, Heriberto Herrera, Rino Marchesi, Marcello Lippi, Alberto Zaccheroni e Claudio Ranieri.

## Tifoserie
A tutto il 2010, la Juventus e l'Inter risultano essere, con rispettivamente circa 13,3 e 10,9 milioni di sostenitori, fra le squadre più tifate d'Italia. I piemontesi sono primi assoluti grazie a una percentuale del 31%, equivalente al 20% della popolazione italiana, che registra il maggior seguito nel Meridione, mentre l'Inter, con il suo 18%, si presenta come la seconda squadra più sostenuta del Paese, contendendosi ciclicamente la seconda piazza con i concittadini del Milan. Secondo un nuovo sondaggio del 2023 di StageUp e Ipsos, la Juventus risulta essere ancora la squadra più seguita del Paese con circa 7.897.000 tifosi, pari al 32% dei tifosi italiani, mentre l'Inter è in seconda posizione con 4.017.500 simpatizzanti, pari al 16%.
Anche nel mondo le due squadre si dimostrano fra le più seguite, annoverando un bacino potenziale di simpatizzanti quantificato in 423 milioni per i bianconeri (al 2019) e 311 milioni per i nerazzurri (al 2017). I club nerazzurri sono riconosciuti tramite il Centro Coordinamento Inter Club (CCIC), che al 2013 vanta 953 fan club ufficiali, di cui 877 in territorio italiano cui sono affiliati circa 110 000 soci; il Juventus Official Fan Club (JOFC) segue con oltre 400 club sul suolo nazionale, che tuttavia vantano una più alta concentrazione di soci, oltre 133 000 affiliati (a tutto il marzo 2017). A fronte di tali numeri entrambe le società, uniche italiane, sono nella top ten delle organizzazioni calcistiche col maggior numero di membri iscritti a livello mondiale.